# 8世紀

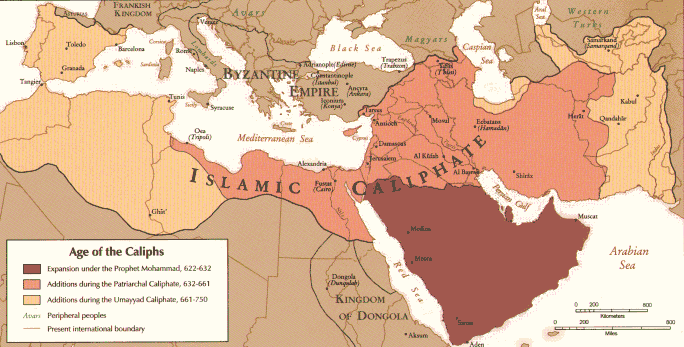
イスラム帝国の拡大。ウマイヤ朝時代までにイスラム帝国は中央アジアからイラン・イラクを経て、エジプト・北アフリカを超えてイベリア半島まで拡がった。

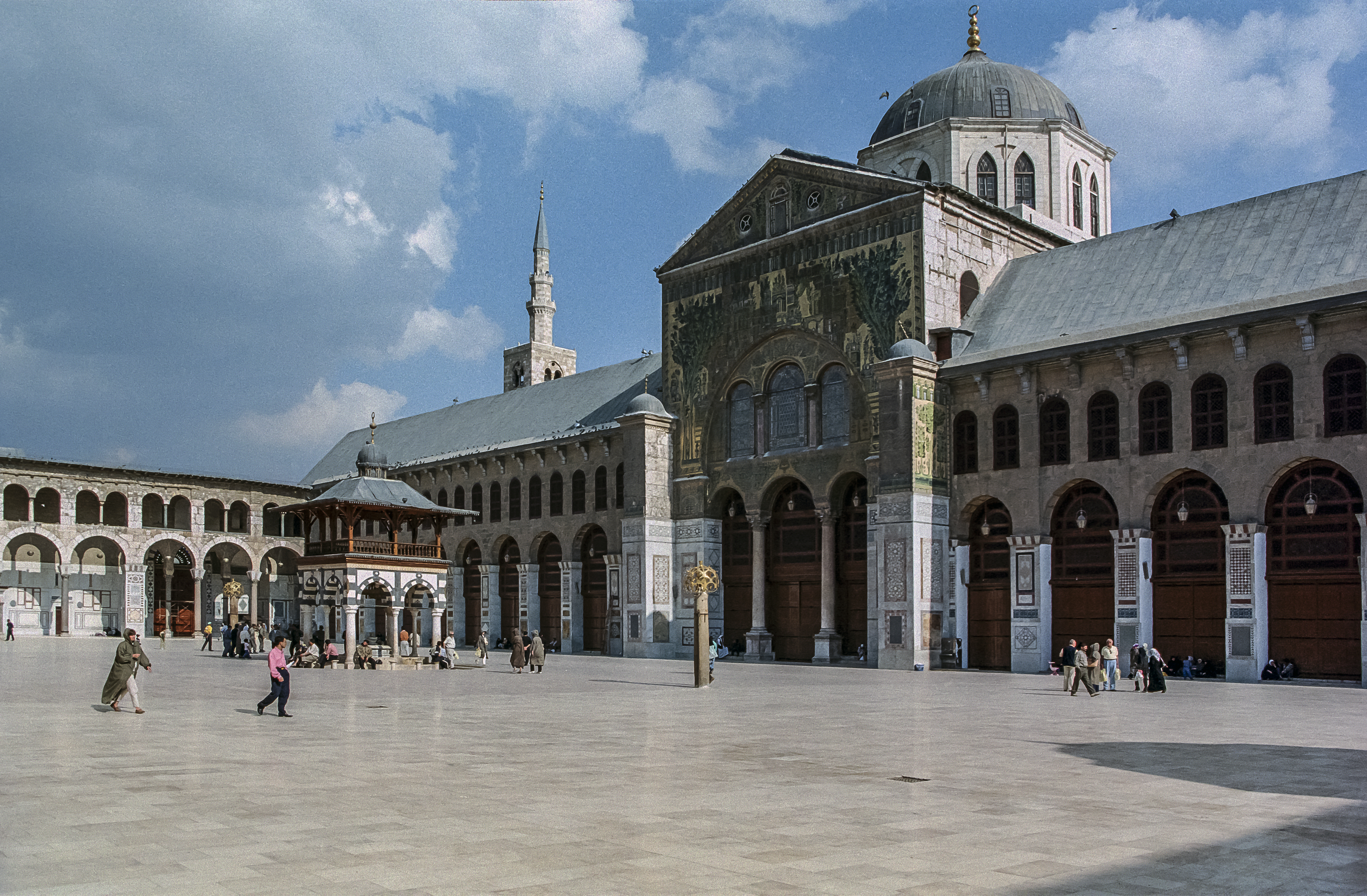
ウマイヤド・モスク。ウマイヤ朝第6代カリフのワリード1世により705年にシリアのダマスカスに建築された現存する世界最古のモスクで、カアバ・預言者のモスク・岩のドームに次ぐイスラム教第4の聖地として巡礼者が絶えない。

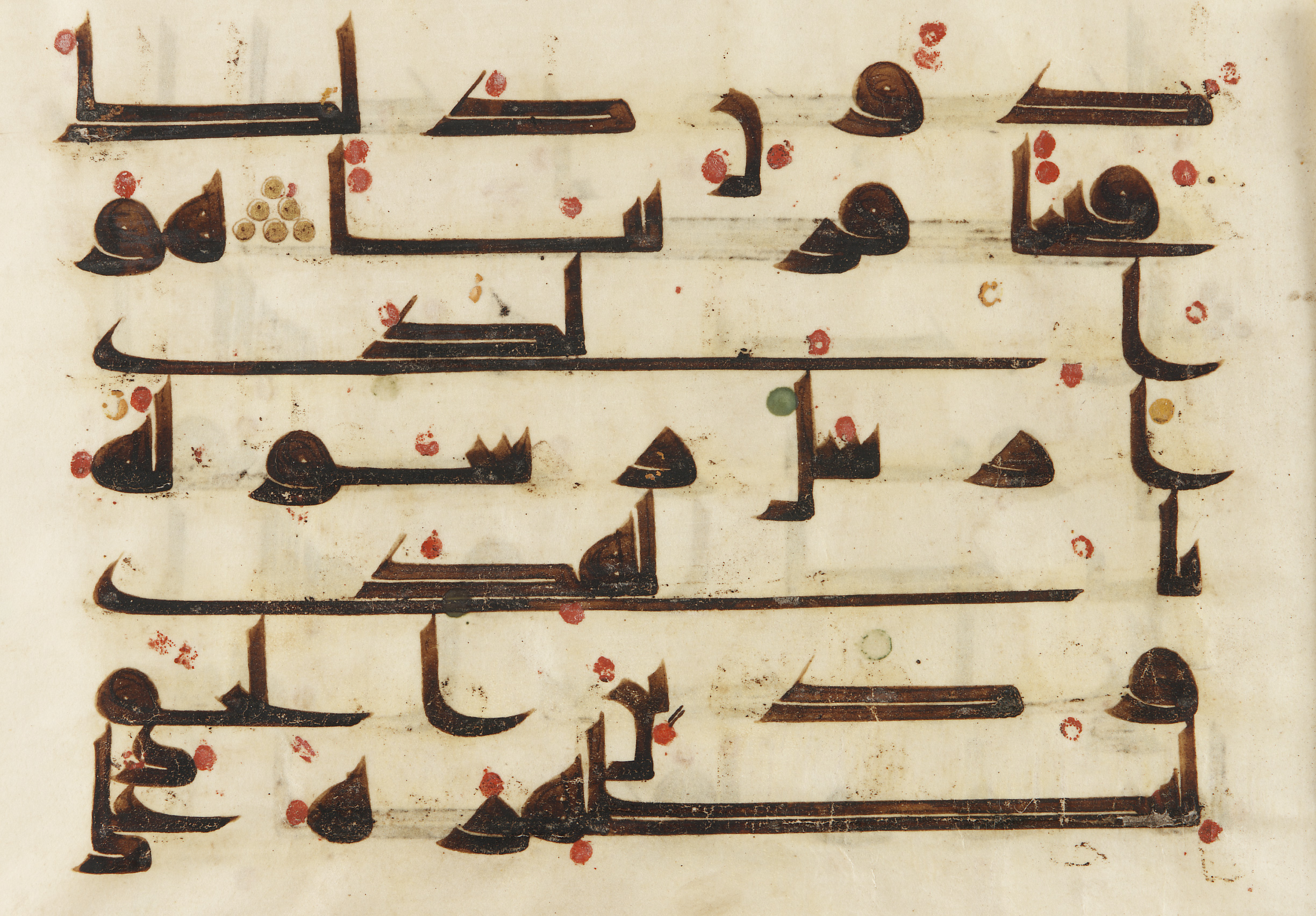
クルアーンとイスラムの書法。すでに正統カリフ時代にはクルアーンの編纂が行われていたが、この世紀になると洗練された書体が生み出され用いられた。画像はアッバース朝初期に置かれた都クーファの名から「クーフィー体」と呼ばれた書体によるクルアーンの一節。

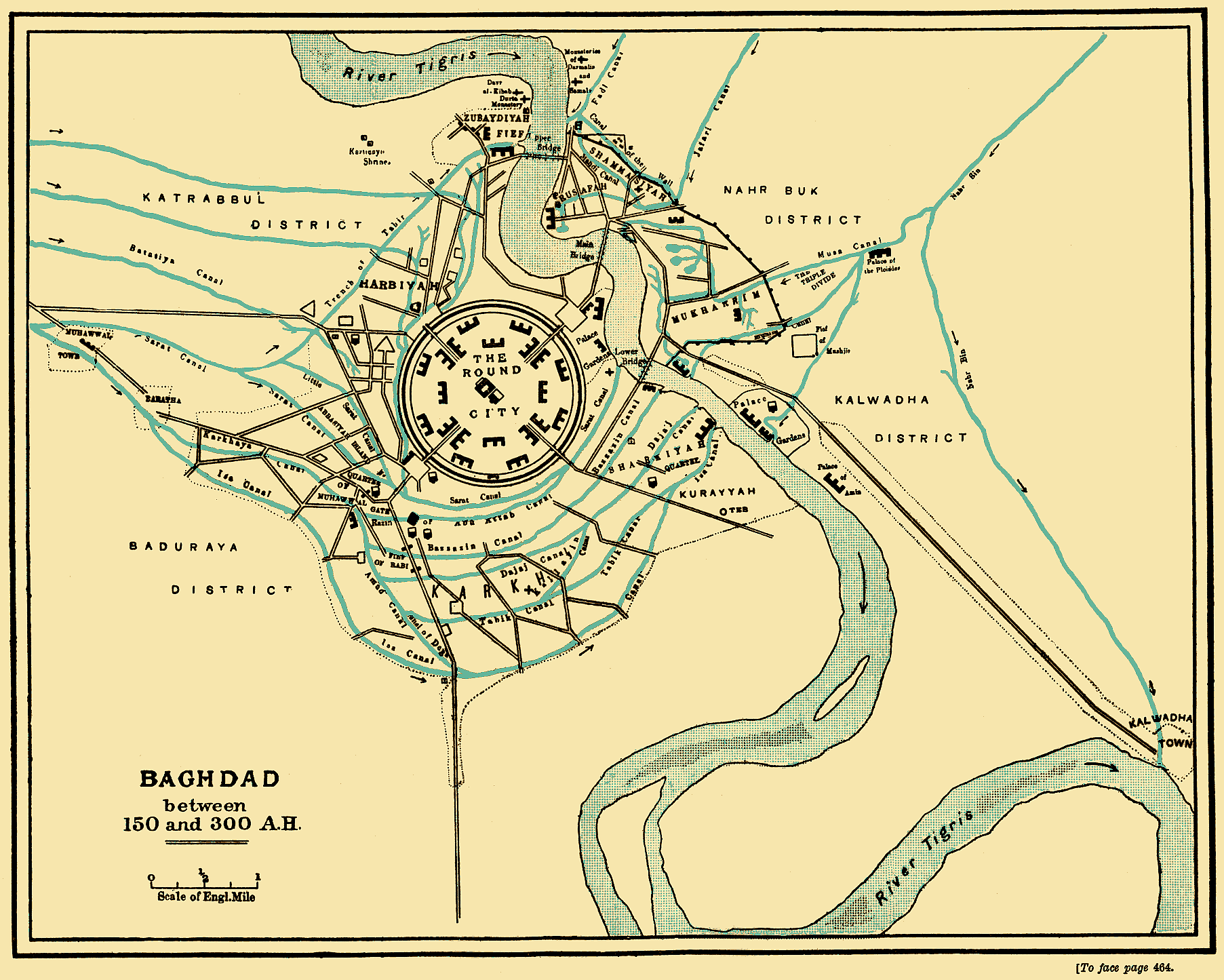
円城（ムダッワラ）都市バグダード。アッバース朝の第二代カリフ・マンスールによって766年に完成したこの都市はティグリス川に面した交通の要衝で最盛期にはその人口は100万人を擁した。アラビア語で「平安の都」を意味するマディーナ・アッ＝サラームとも呼ばれる。画像はアッバース朝時代のバグダードの再現地図。

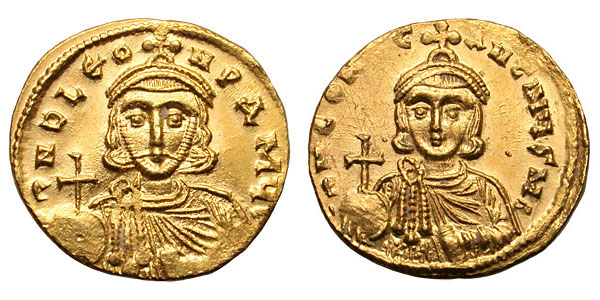
イコノクラスムの始まり。イスラム帝国の攻撃から帝都コンスタンティノポリスを死守した皇帝レオン3世により聖像禁止令が出され、東ローマ帝国と周辺のキリスト教国は宗教的混乱に巻き込まれることになった。画像はレオン3世とその子コンスタンティノス5世の肖像が刻まれたソリドゥス金貨。

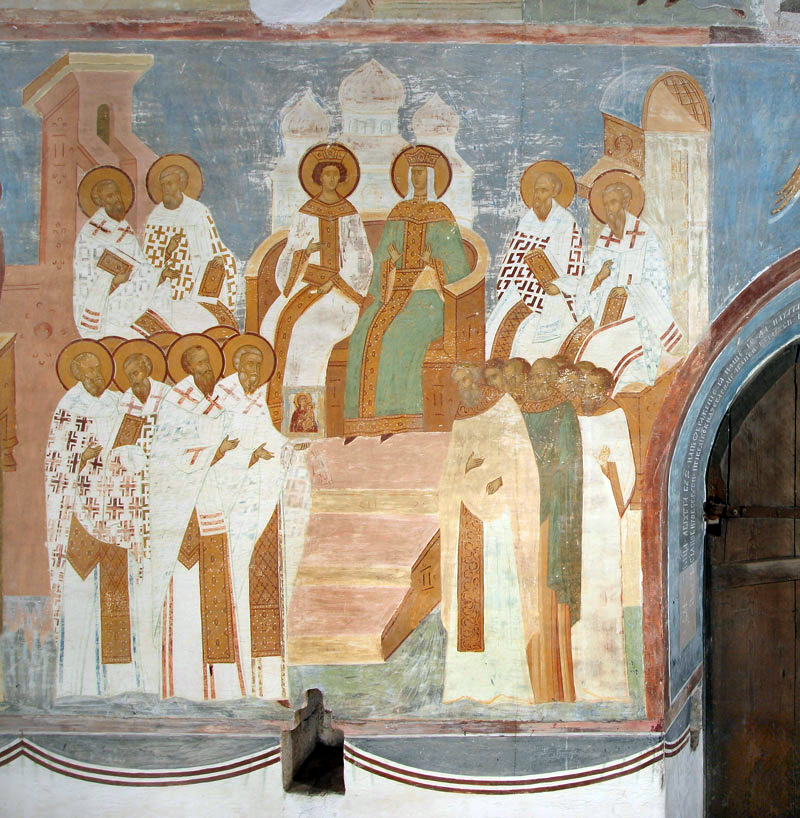
第2ニカイア公会議。東ローマ皇帝コンスタンティノス6世とその母である皇太后エイレーネー（後に女帝）により787年に開催されたこの全地公会議により、イコノクラスムの嵐はいったん収まることになった。画像は1502年にディオニシイにより描かれたロシア・ヴォログダ州にあるフェラポントフ修道院フレスコ壁画の公会議の場面。

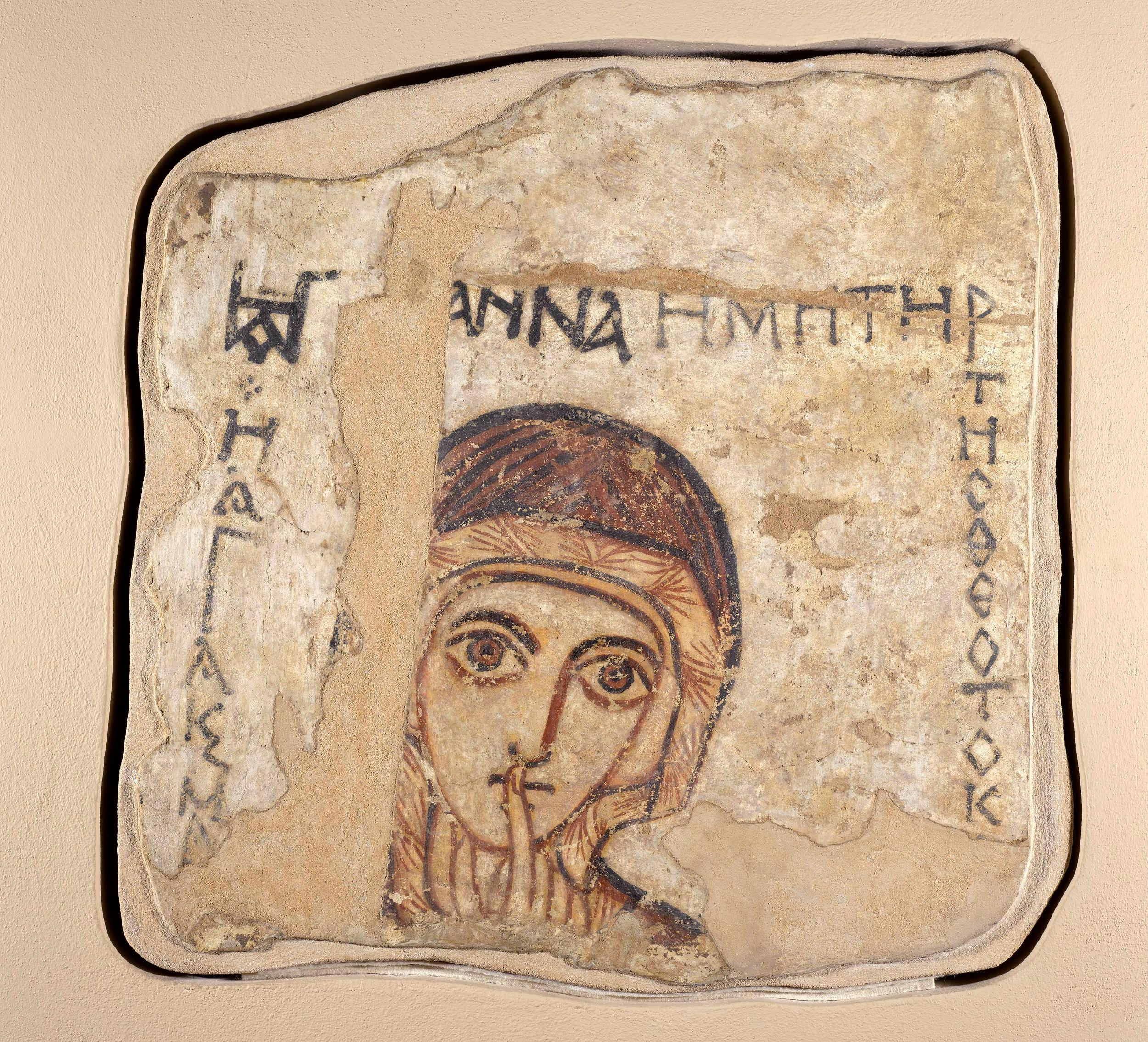
ファラスの聖堂遺跡。ヌビア（スーダン）の国家マクリアでは、イスラム勢力との抗争が落ち着いた8世紀から11世紀にかけて独特なキリスト教文化が発展した。画像は聖堂を飾っていた「聖アンナ」の壁画断片（ワルシャワ国立美術館蔵）。

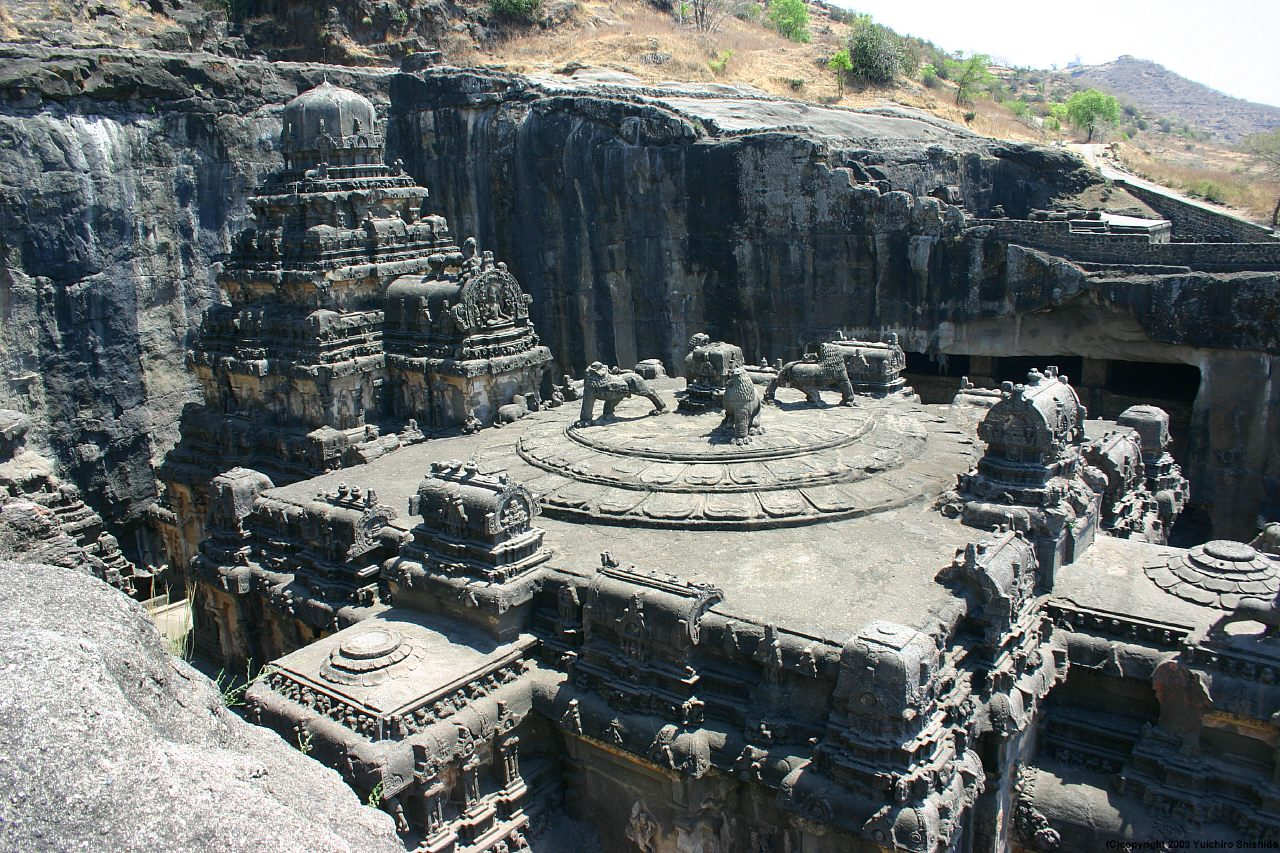
エローラ石窟群。画像は8世紀にインドのラーシュトラクータ朝の君主クリシュナ1世によりヒンドゥー教のシヴァ神の住むカイラス山（須弥山）になぞらえて建てられた第16窟のカイラサナータ寺院。

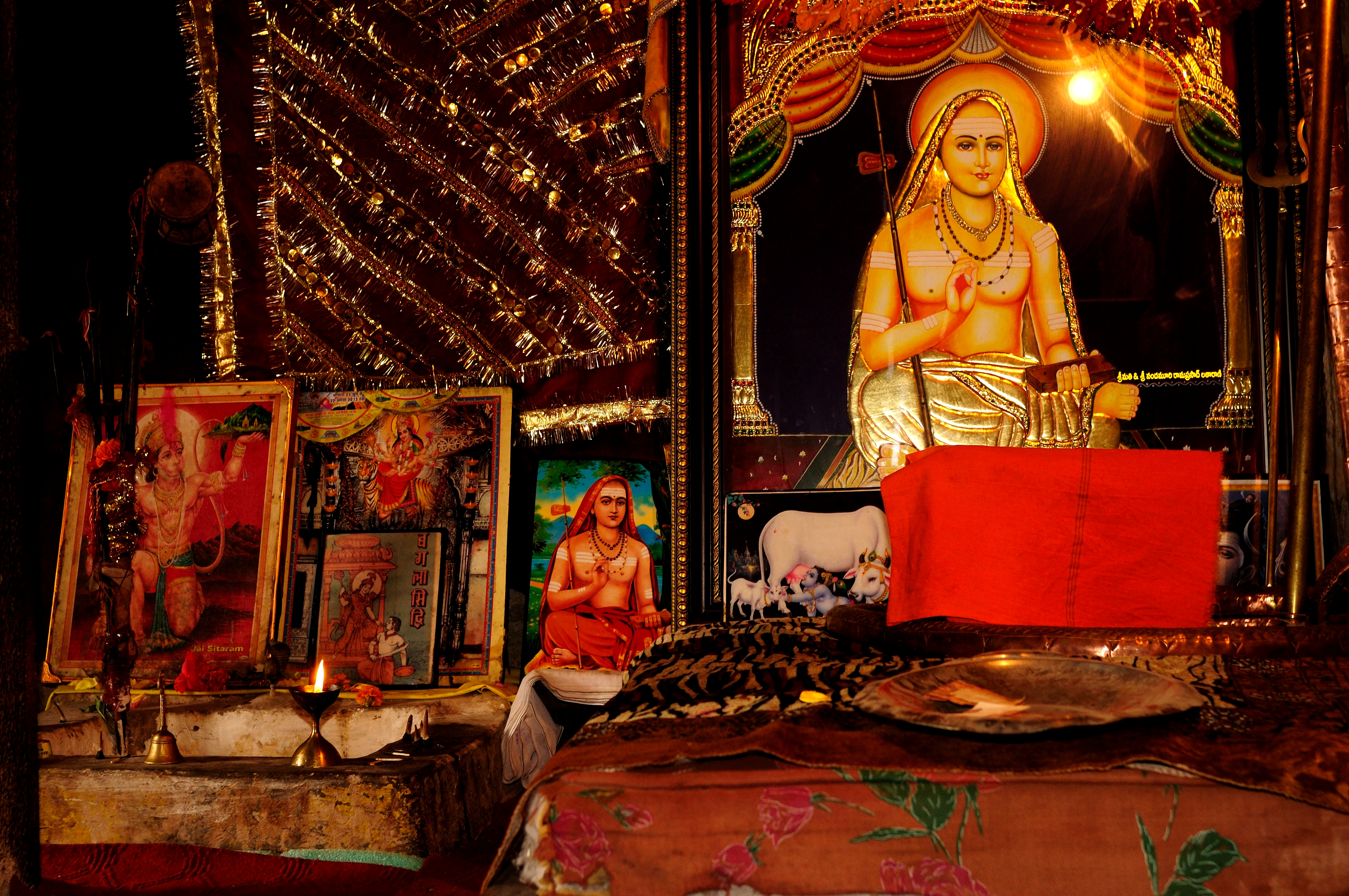
シャンカラの革新。ヴェーダーンタ哲学の不二一元論を確立したシャンカラはインド最大の哲学者と評価され、その後継者たちはヒンドゥー教最高指導者とされている。画像はスリナガルのシャンカラ・アーチャーリヤ寺院に飾られたシャンカラの肖像画の数々。

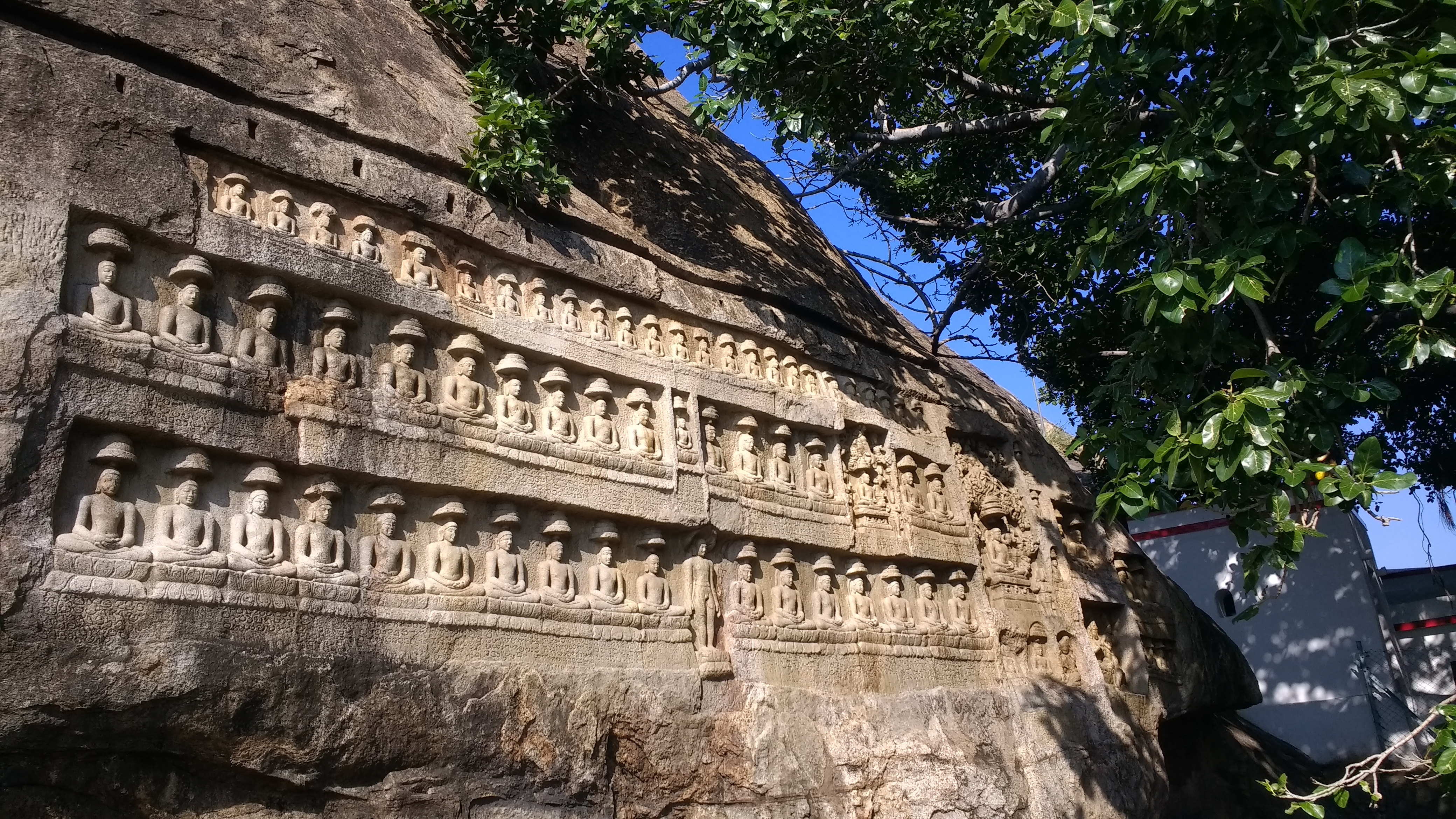
パーンディヤ朝の復興。パッラヴァ朝に勝利したジャティラ・パラーンタカ・ネドゥンジャダイアン王の時代にパーンディヤ朝は勢力を拡大した。画像はこの王の治世に開削された南インドのタミル・ナードゥ州にあるカルグマライのジャイナ教石窟。

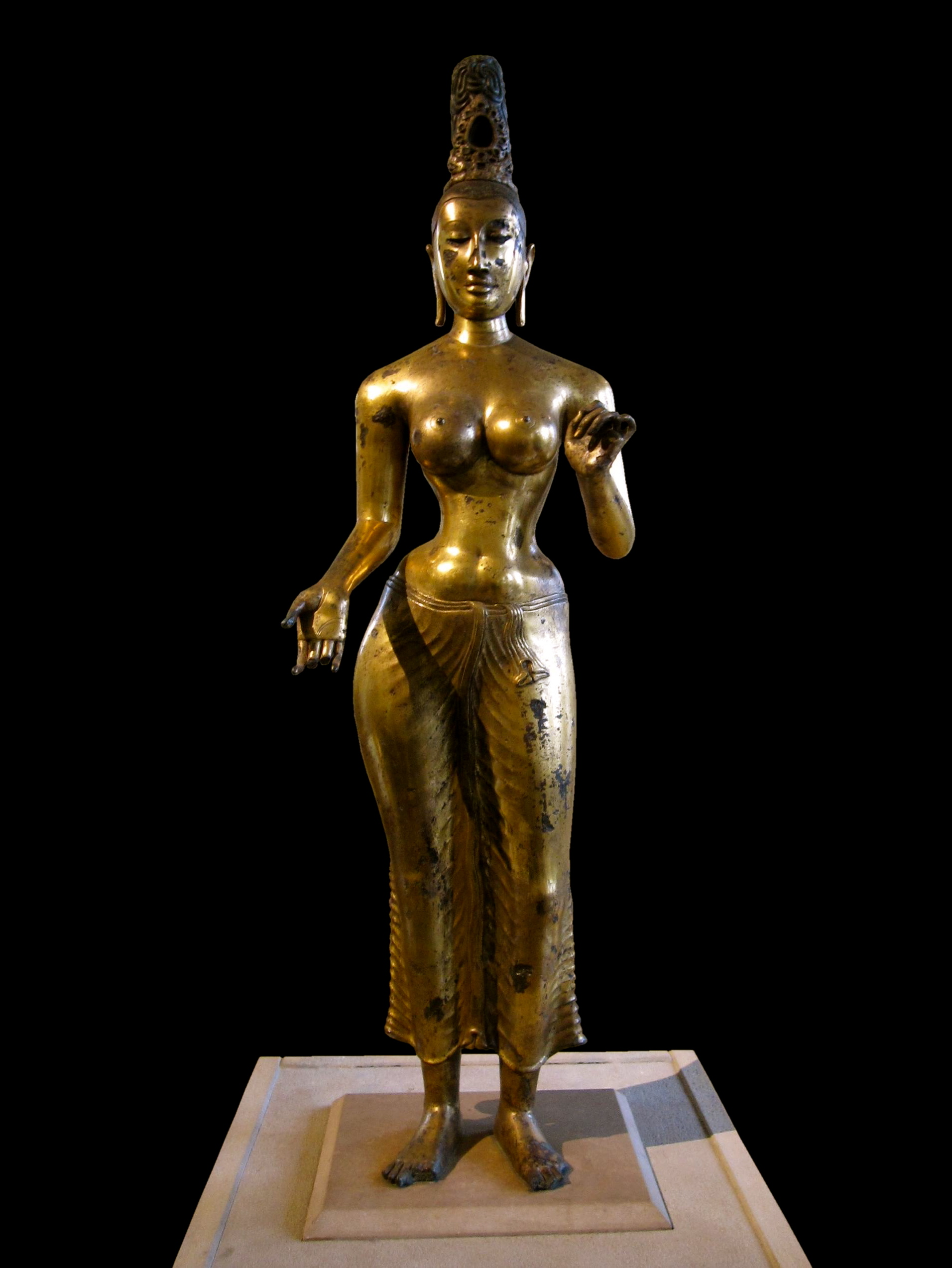
スリランカとインドの交流。アヌラーダプラ王国では南伝仏教が崇拝されていたが、インドからヒンドゥー教の影響も依然として大きかった。画像はこの世紀に作られた大英博物館所蔵のターラー像（多羅菩薩像）で、もともとはヒンドゥー系の女神の尊格が取り入れられたものである。

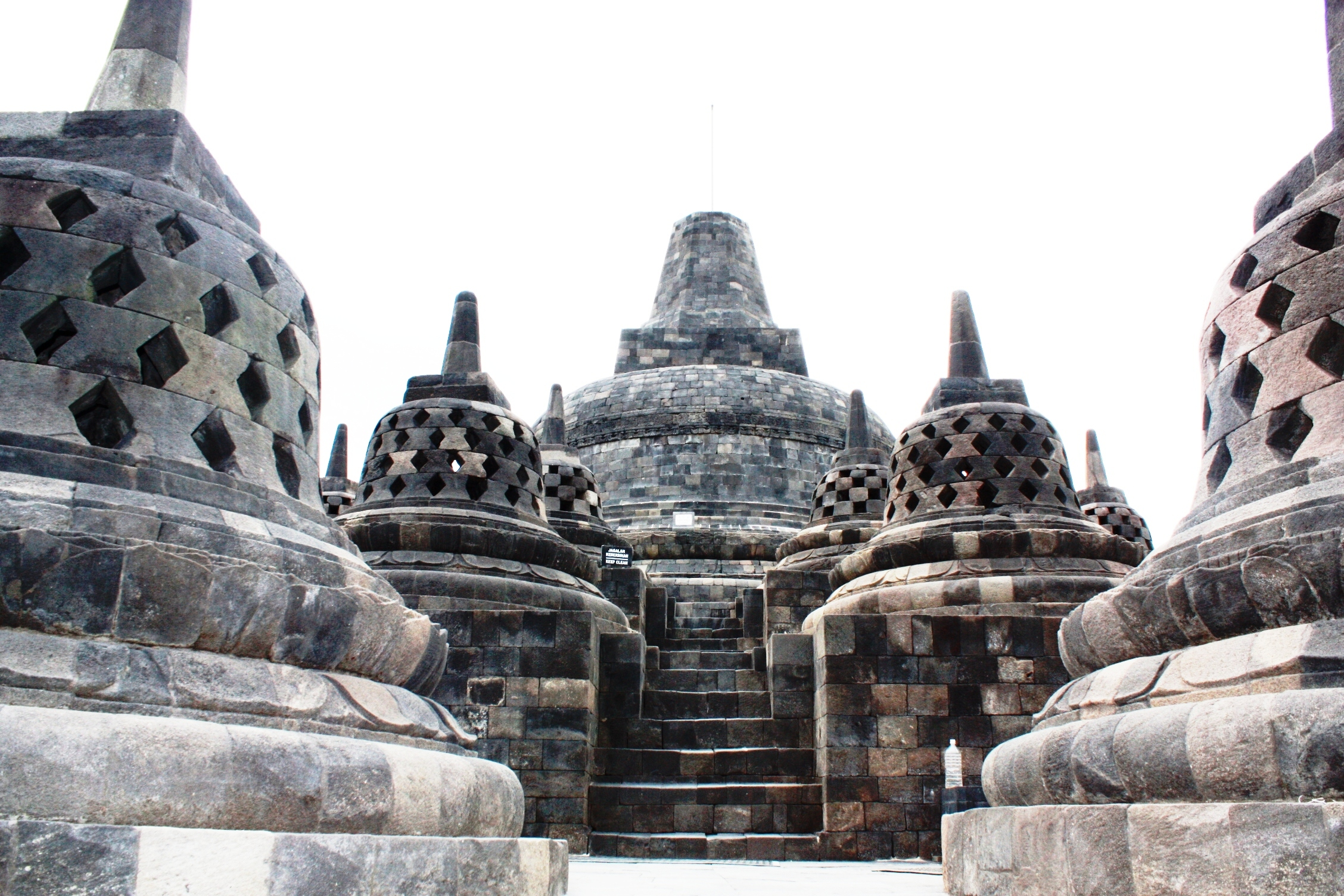
ボロブドゥール遺跡。インドネシアのジャワ島ケドゥ盆地にある大規模な仏教遺跡で、シャイレンドラ朝のダルマトゥンガ王時代に造営された。

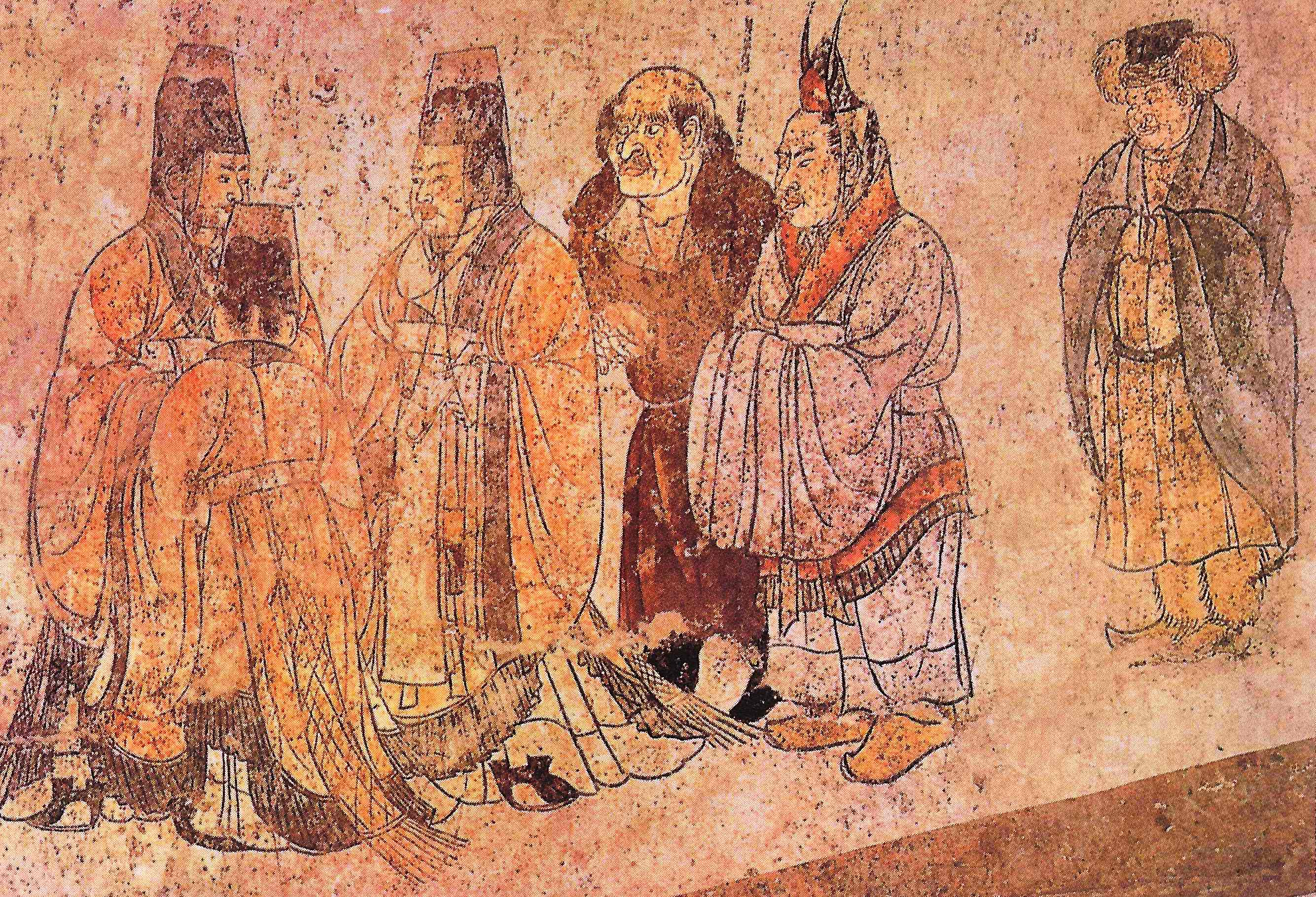
唐の世界帝国。西域での覇権を確立した唐は華やかな異文化交流で知られることになる。画像は706年に造営された章懐太子李賢の墓の壁画「賓客図」で、黒衣で禿頭の人物は東ローマ帝国の使節と考えられている。

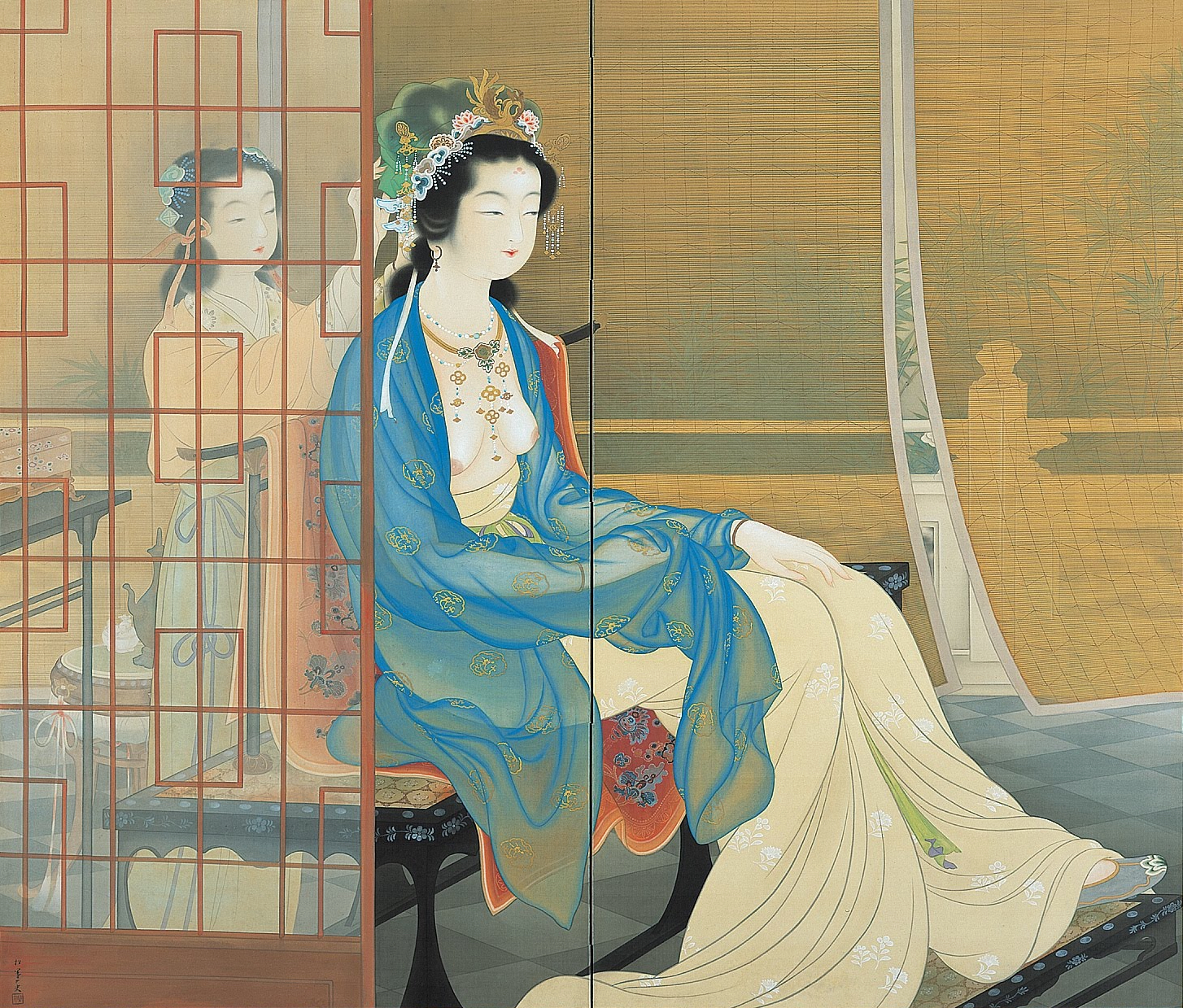
楊貴妃。絶世の美女として名高いばかりでなく、治世後半の玄宗皇帝の寵愛をほしいままにしたことで「傾城」とも「傾国」とも呼ばれる。安禄山の乱に巻き込まれ悲劇的な最期を遂げた。画像は日本の上村松園による楊貴妃の歴史画（奈良県奈良市の
松伯美術館蔵）。

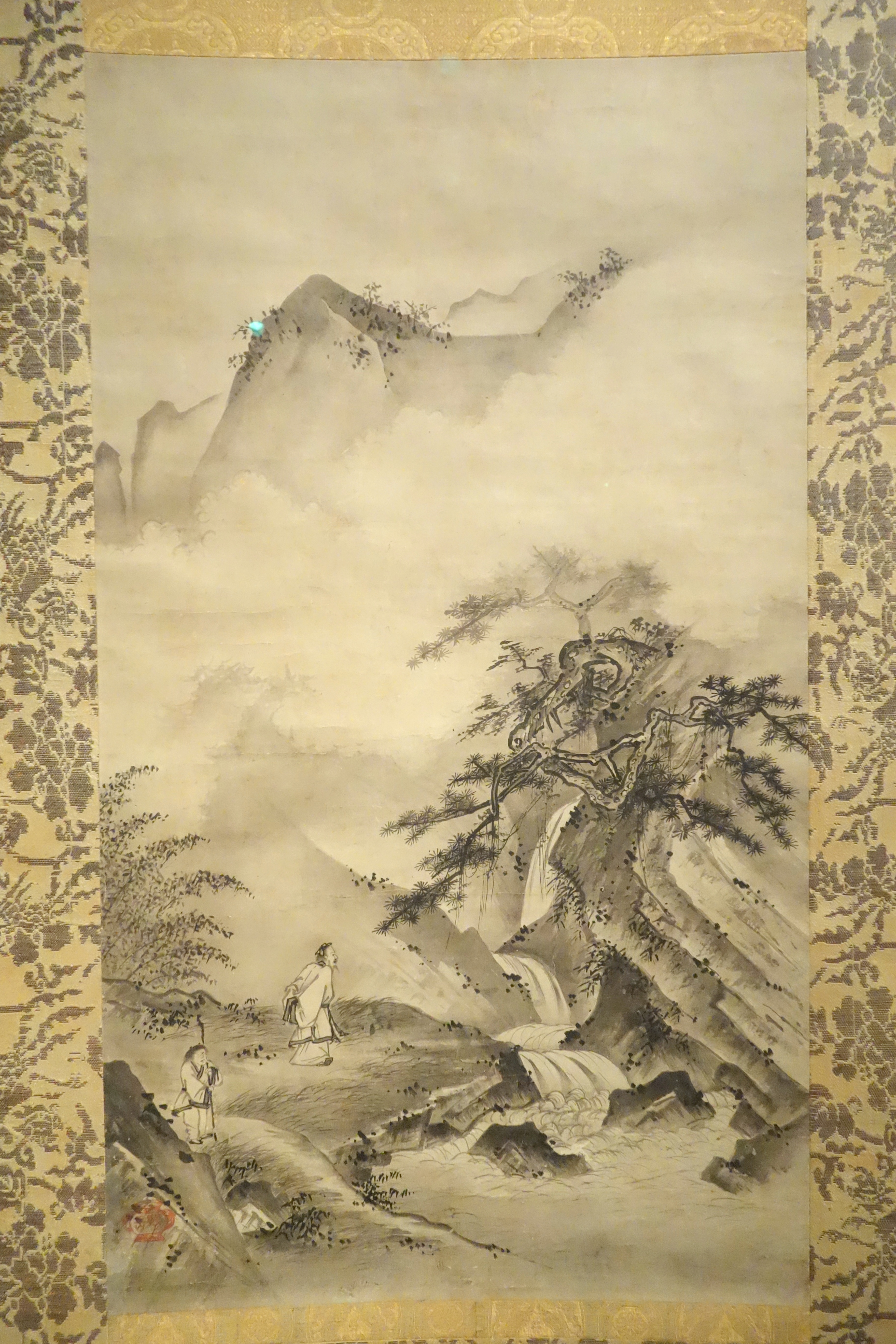
盛唐の詩人たち。唐詩の名で知られるようにこの時代には李白や杜甫などの詩人たちが活躍した。画像は室町時代の水墨画家相阿弥の「李白観瀑図」（サンフランシスコ・アジア美術館蔵）。

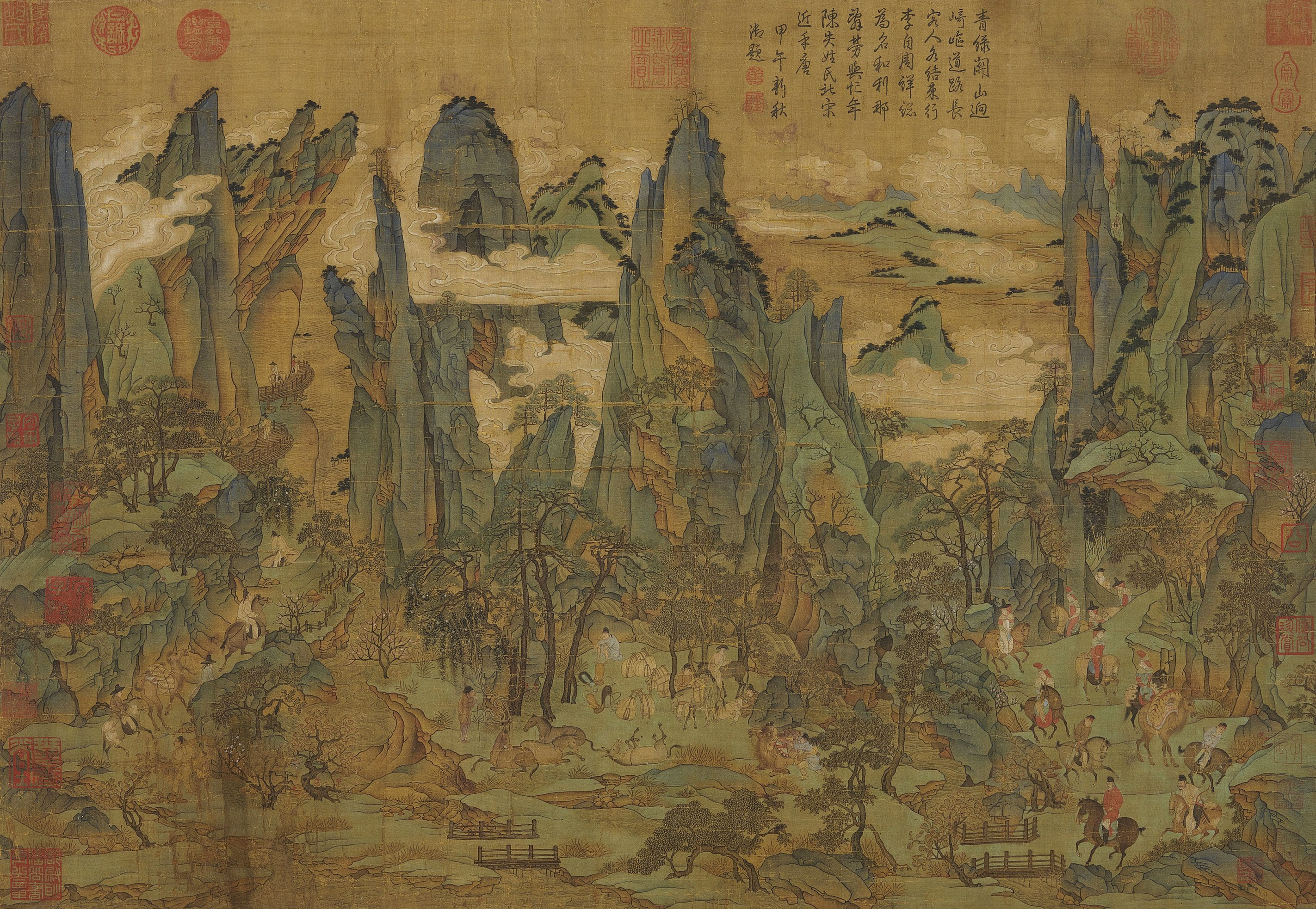
安史の乱。ソグド系節度使の安禄山とその部下史思明による11年に及ぶ反乱は、唐の衰退と律令体制の崩壊を示すものであった。画像は唐代の画家李昭道の「明皇幸蜀図（台北国立故宮博物院蔵）」で反乱を避けて蜀に落ち延びる玄宗皇帝一行を描いたもの。

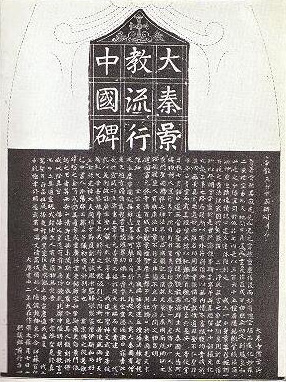
大秦景教流行中国碑。781年にキリスト教ネストリウス派（景教）信者で中央アジア出身の伊斯がその伝来の経緯を記録した石碑。画像はその拓本の一部で、碑題の上に十字架があるのが読み取れる。

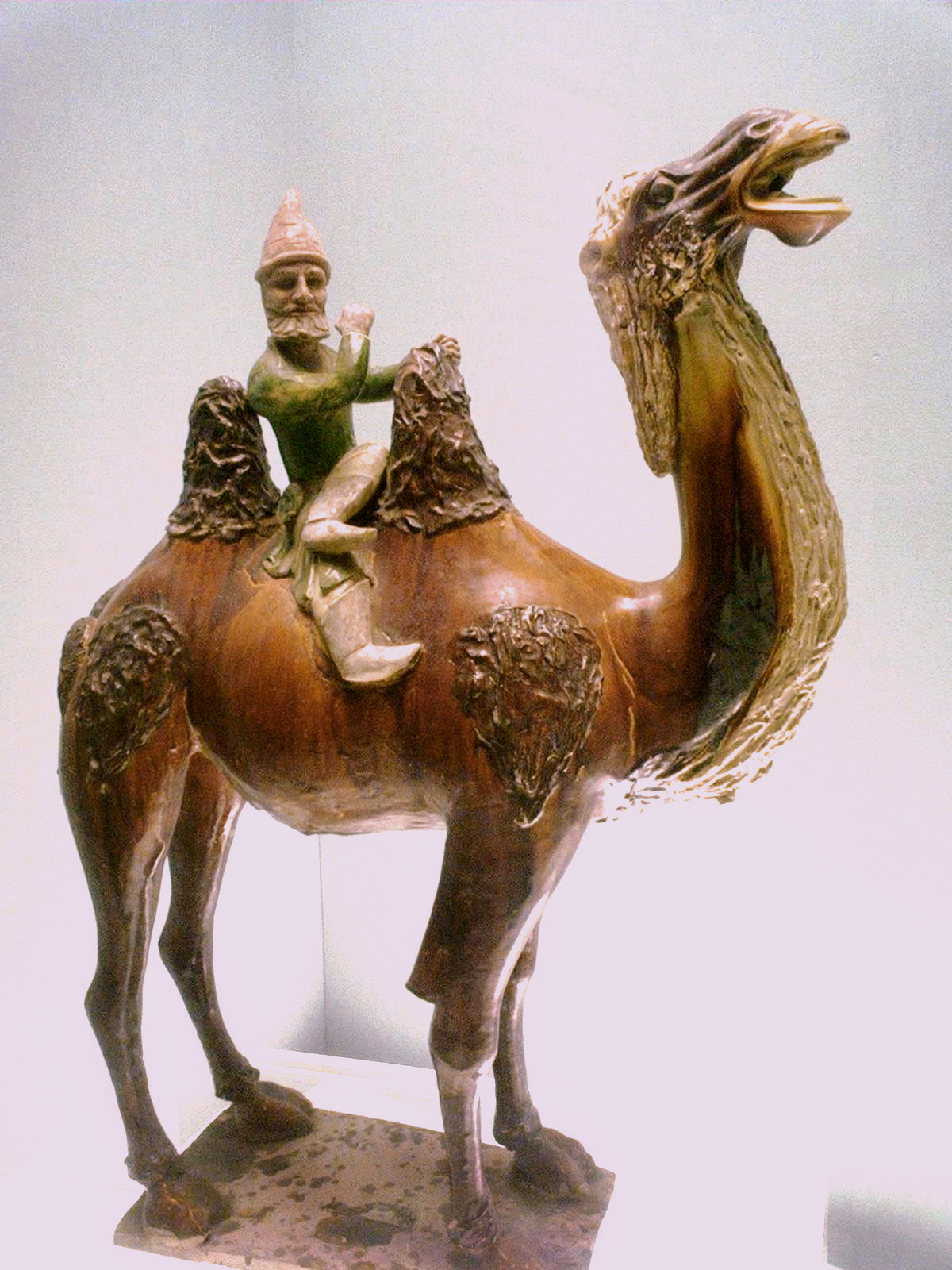
唐三彩の駱駝。8世紀前半まで唐は中央アジアの覇権を握り交通の要衝を保持していた。画像は駱駝に乗るソグド人と思われる西域の商人（上海博物館蔵）。

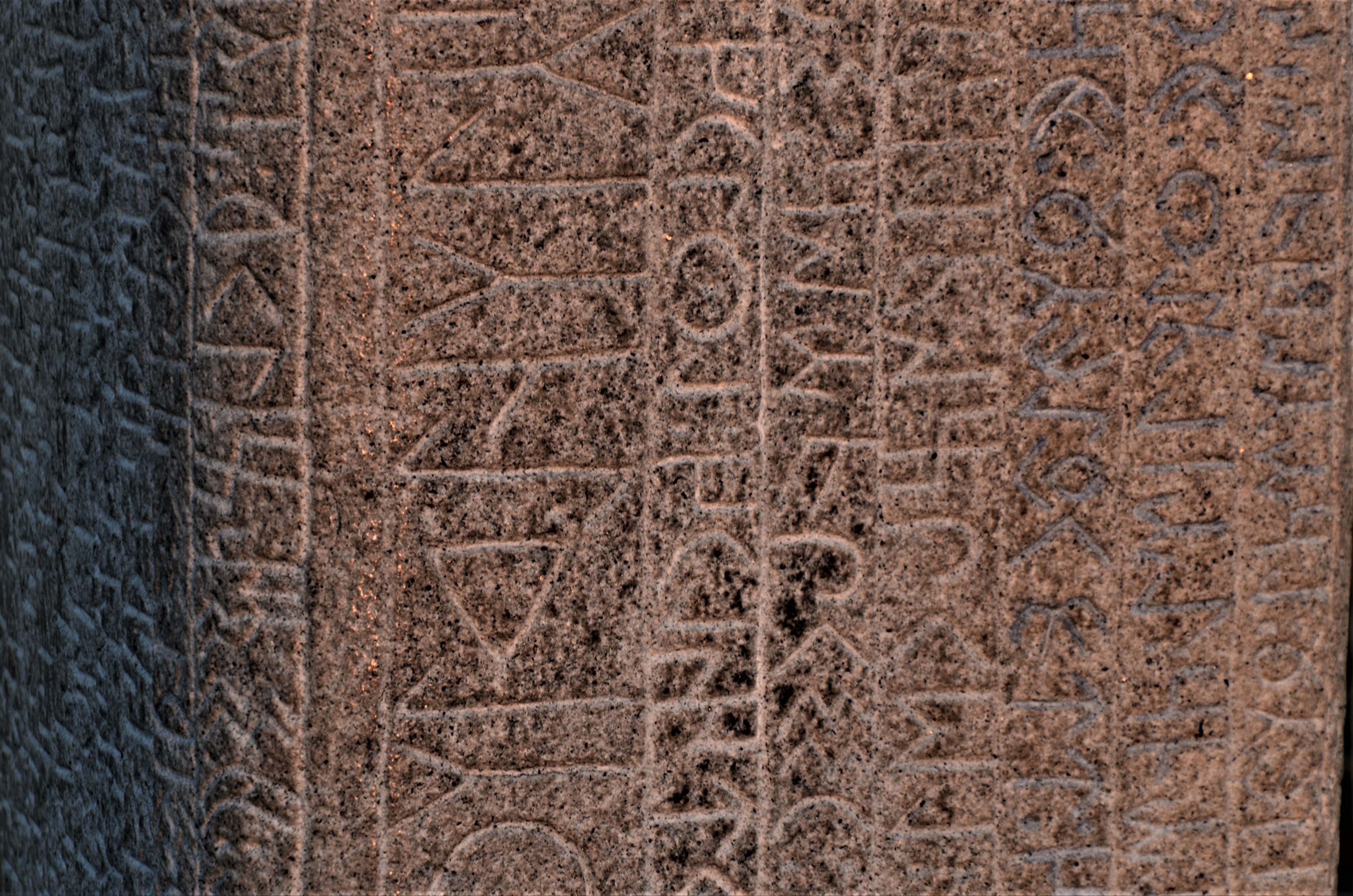
突厥碑文。テュルク系民族である突厥は遊牧民族として最初の固有文字を作ったことで知られている。画像はモンゴルのトール川上流域にあるバイン・ツォクト碑文で突厥第二帝国の重臣トニュククの功績を記録したもの。

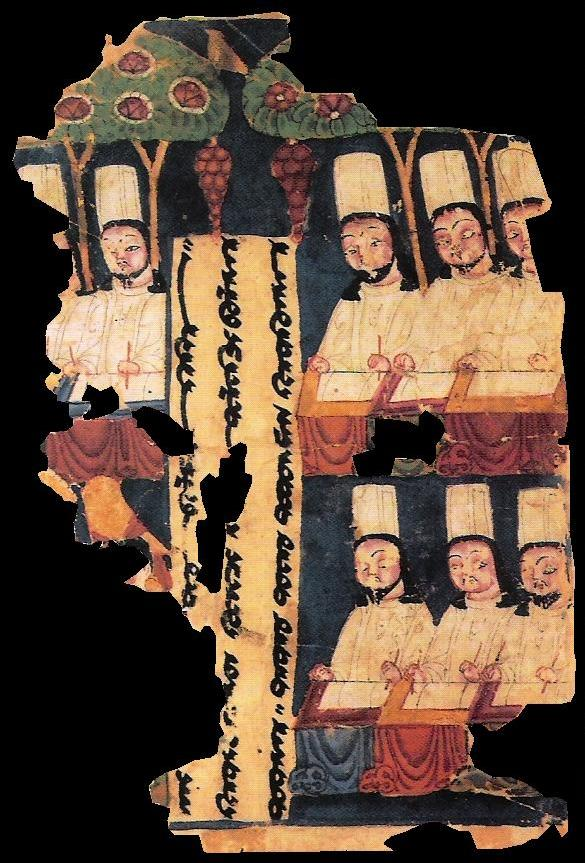
マニ教の東漸。ウイグルではマニ教が国教として受容された。画像はアルベルト・フォン・ル・コックが発見したタリム盆地高昌故城出土の細密画「マニ教経典断簡」（国立アジア美術館（ベルリン美術館）蔵）。

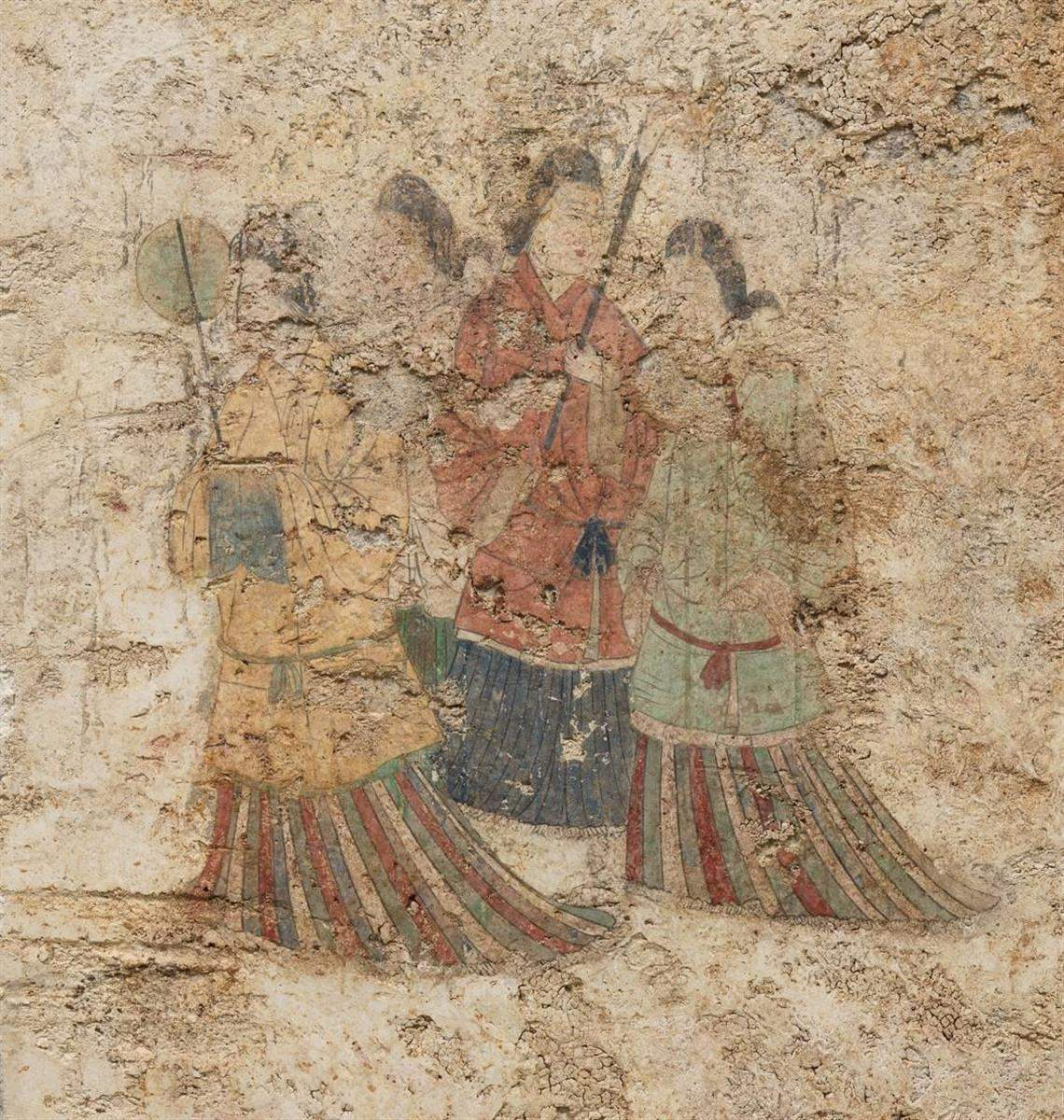
高松塚古墳。藤原京時代（694年 - 710年）に建造された終末期古墳の円墳で、天武天皇の皇子乃至は高位の貴族の墓と推定されている。1972年に発見された時にはその極彩色の優美な壁画で耳目を集めた。画像は古墳壁画のうち西壁女子群像の部分。

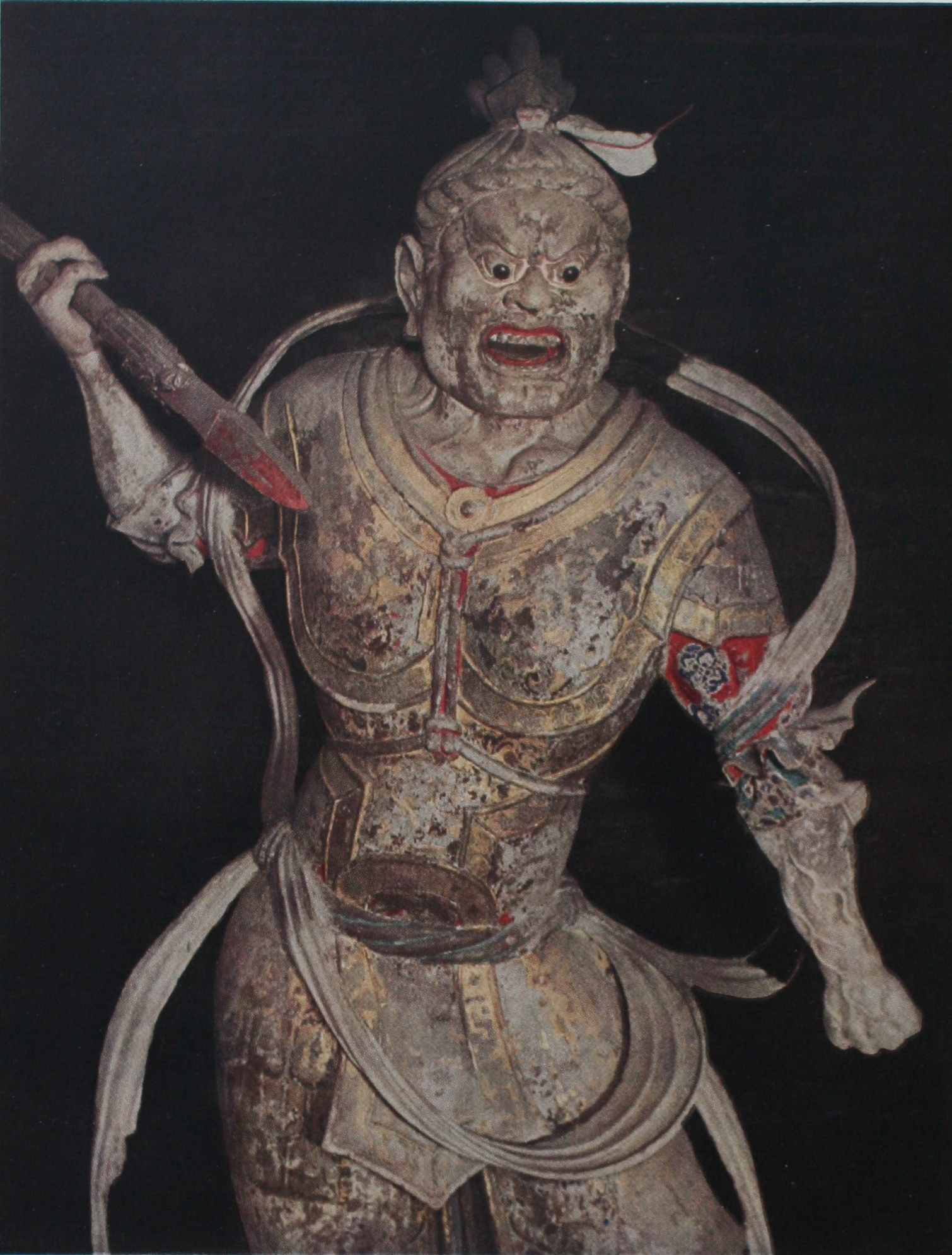
天平文化。遣唐使の頻繁な行き来により盛唐の文物が招来され、710年に遷都された平城京では国際色の豊かな文化が花開いた。画像はこの時代を代表する東大寺法華堂執金剛神。

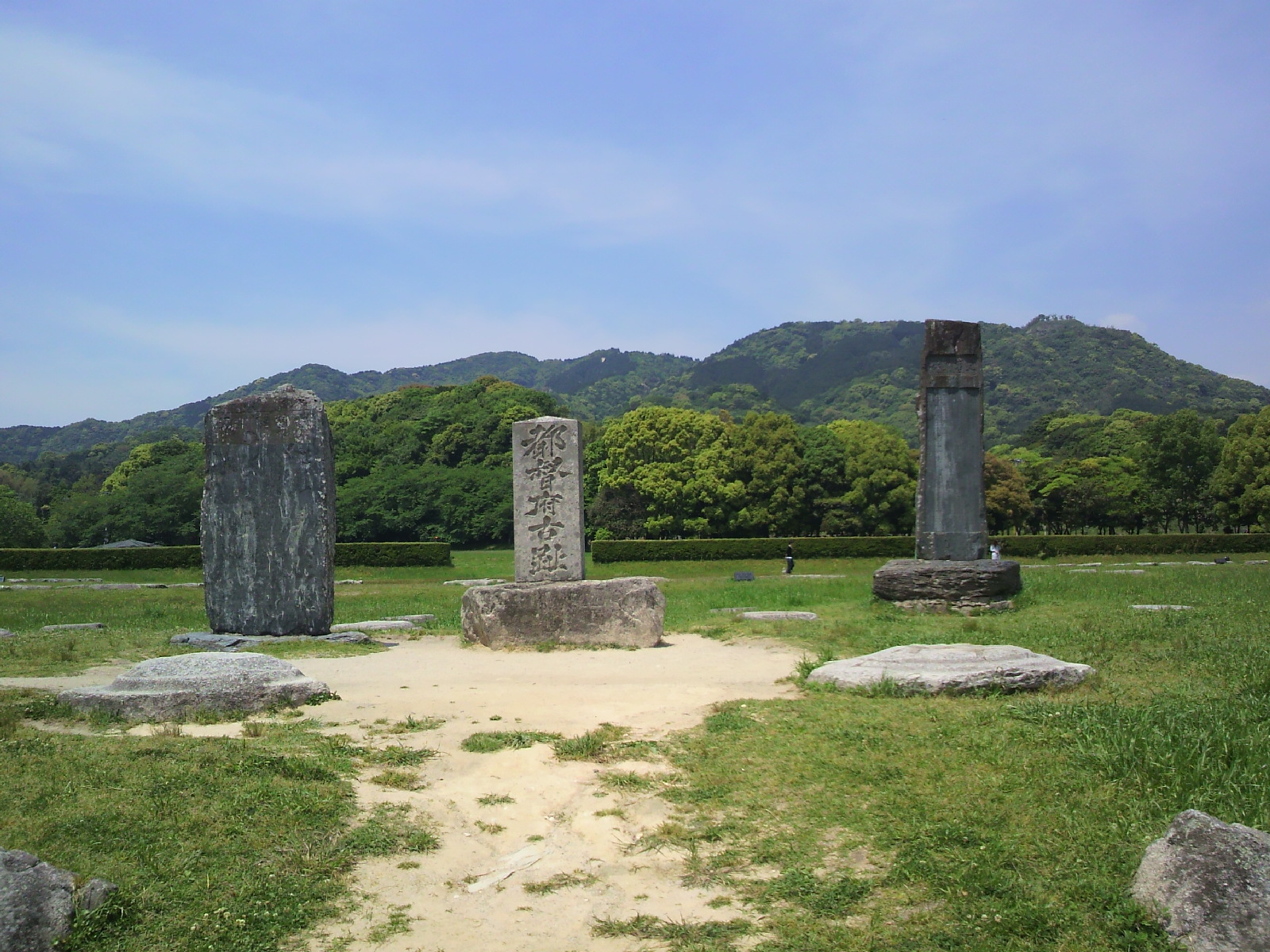
太宰府。九州における日本の軍事・外交を担当した役所で「遠の朝廷（とおのみかど）」とも呼ばれた。『万葉集』で知られる大伴旅人ら筑紫歌壇の舞台でもあり、「梅花の宴」の故事でも有名になった。画像は現在の太宰府遺構正殿跡（都府楼跡石碑）。

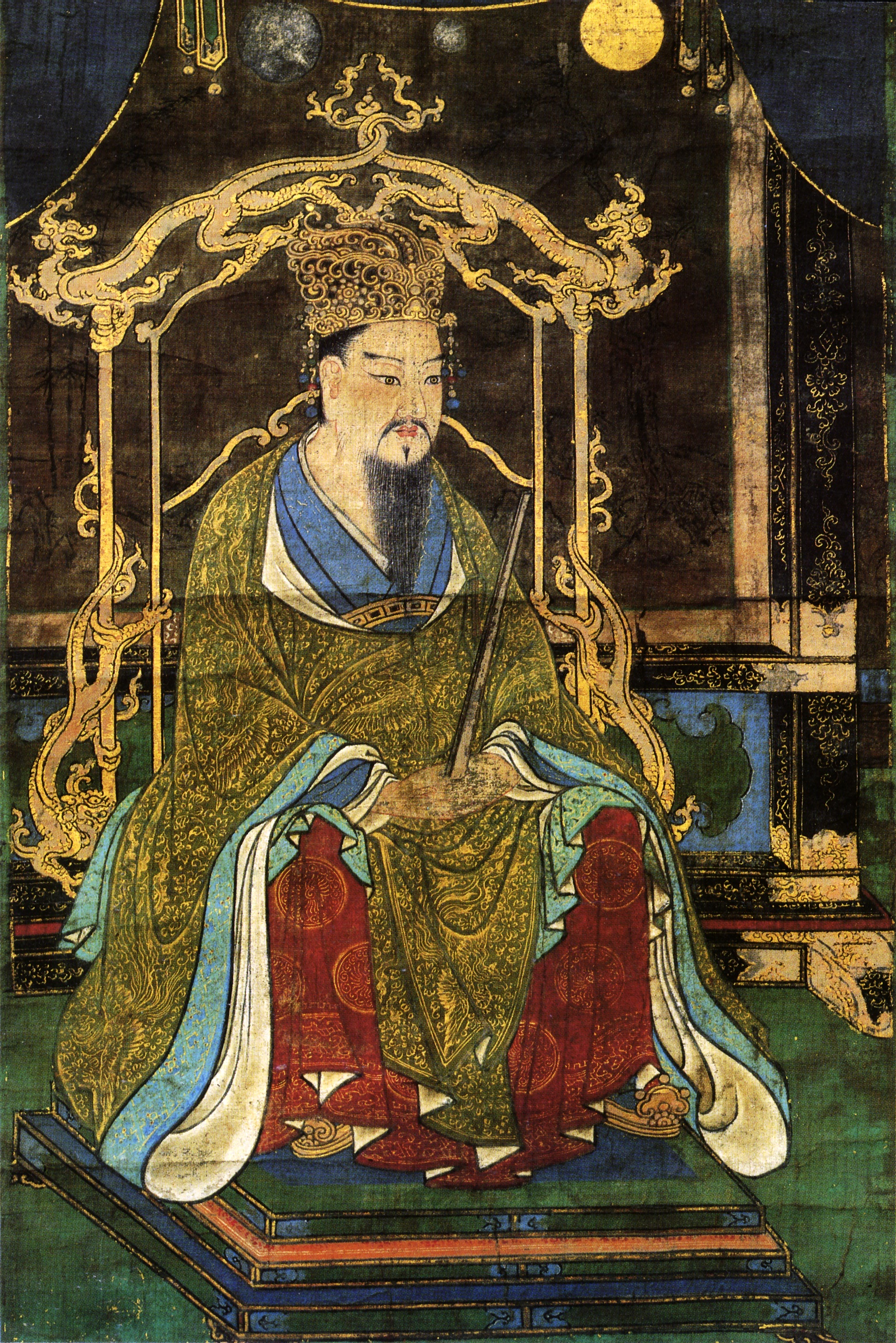
平安遷都。桓武天皇により平城京から長岡京を経て平安京に都が遷った。平安京は長きにわたって都となり「千年の都」と呼ばれるようになる。画像は桓武天皇の肖像（延暦寺蔵）。

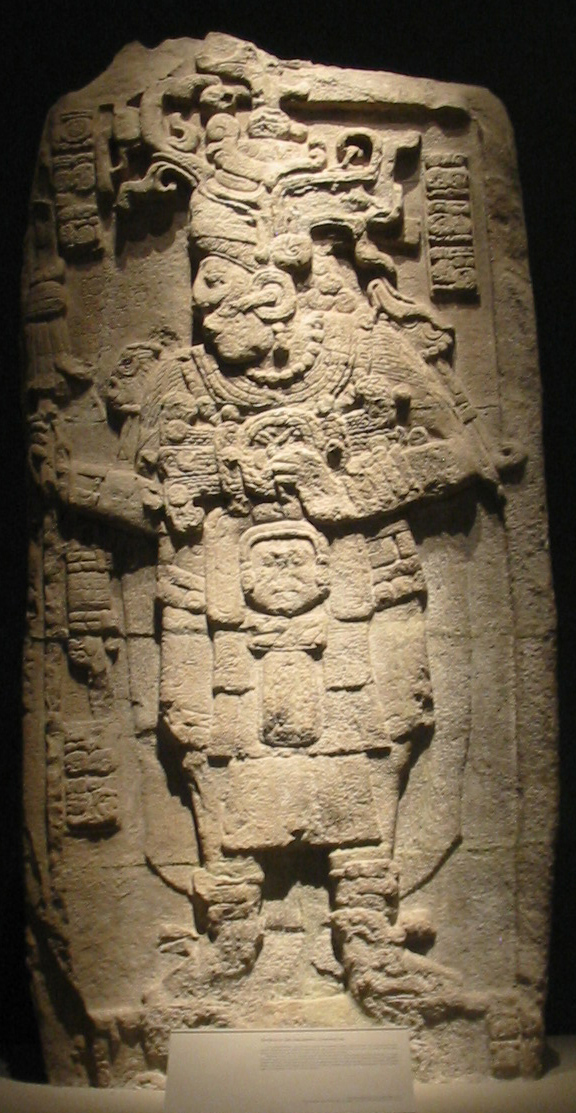
カラクムル遺跡。メキシコにある古典期マヤの遺跡で、117基という最も多くの石碑（ステラ）が残ることで知られている。画像は石碑51で731年の記録がされているユクノーム・トーク・カウィール王のもの（メキシコ国立人類学博物館蔵）。

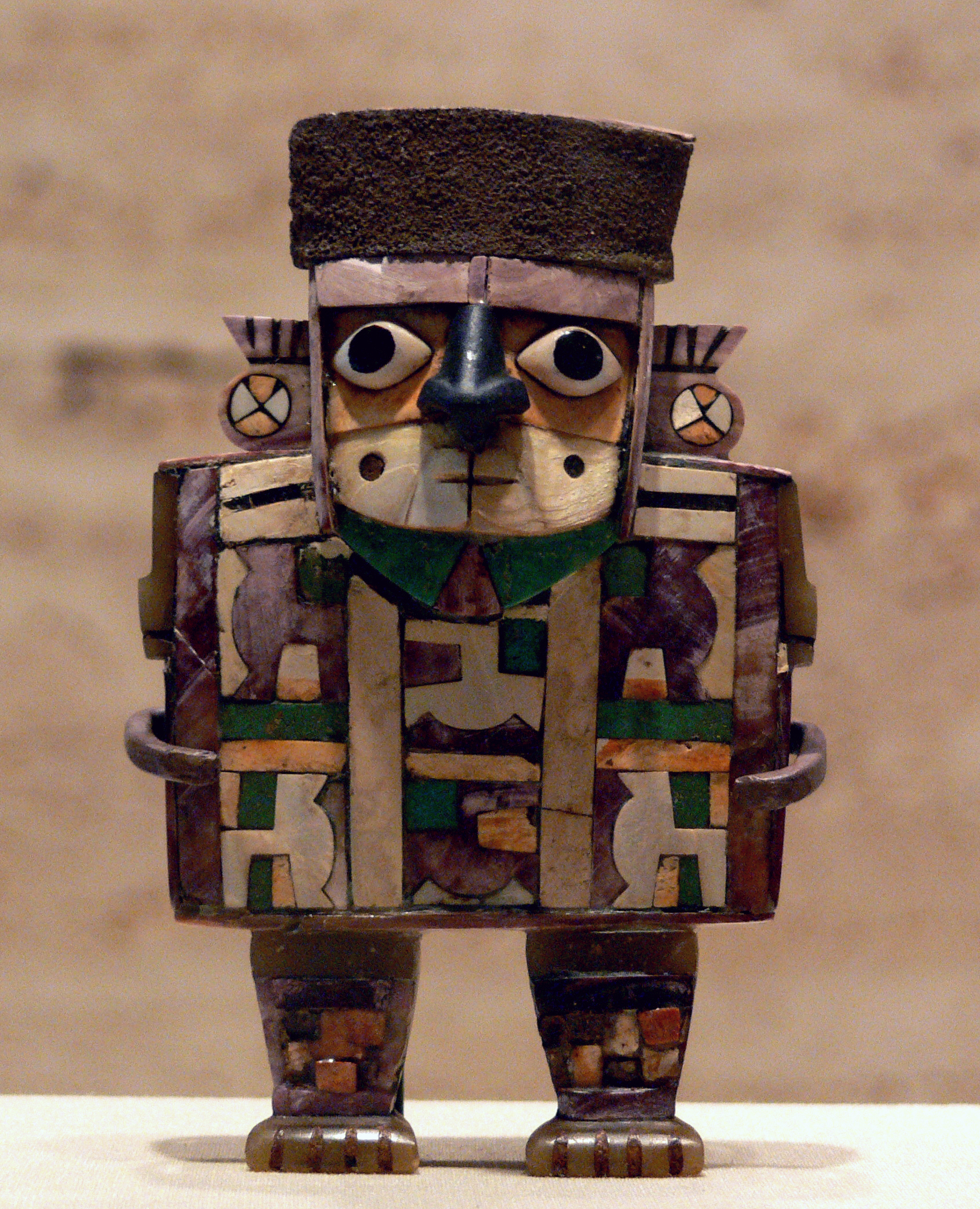
ワリ文化。500年から900年頃にアンデス中央高地地帯北部で栄えた文化で、南部のティワナク文化とも相互に交流し、後には帝国化した。画像はワリの人物立像（テキサス州キンベル美術館蔵）。

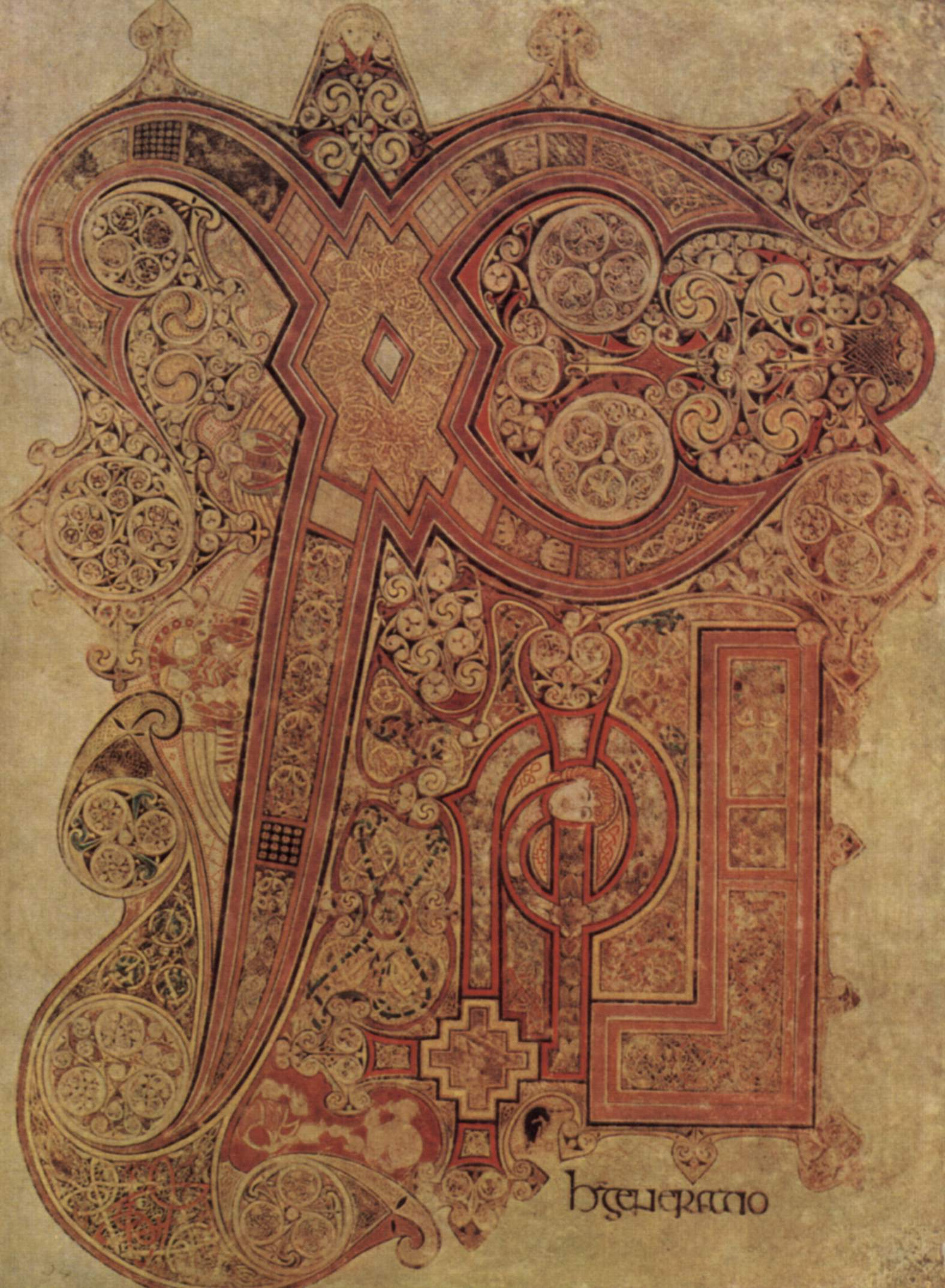
『ケルズの書』。『ダロウの書』『リンディスファーンの福音書』とともに三大ケルト装飾写本の一つとされ、「世界で最も美しい本」とも称される。画像はキー・ローのモノグラムの頁（Folio 34r）でトリニティ・カレッジ (ダブリン大学)図書館が所蔵している。

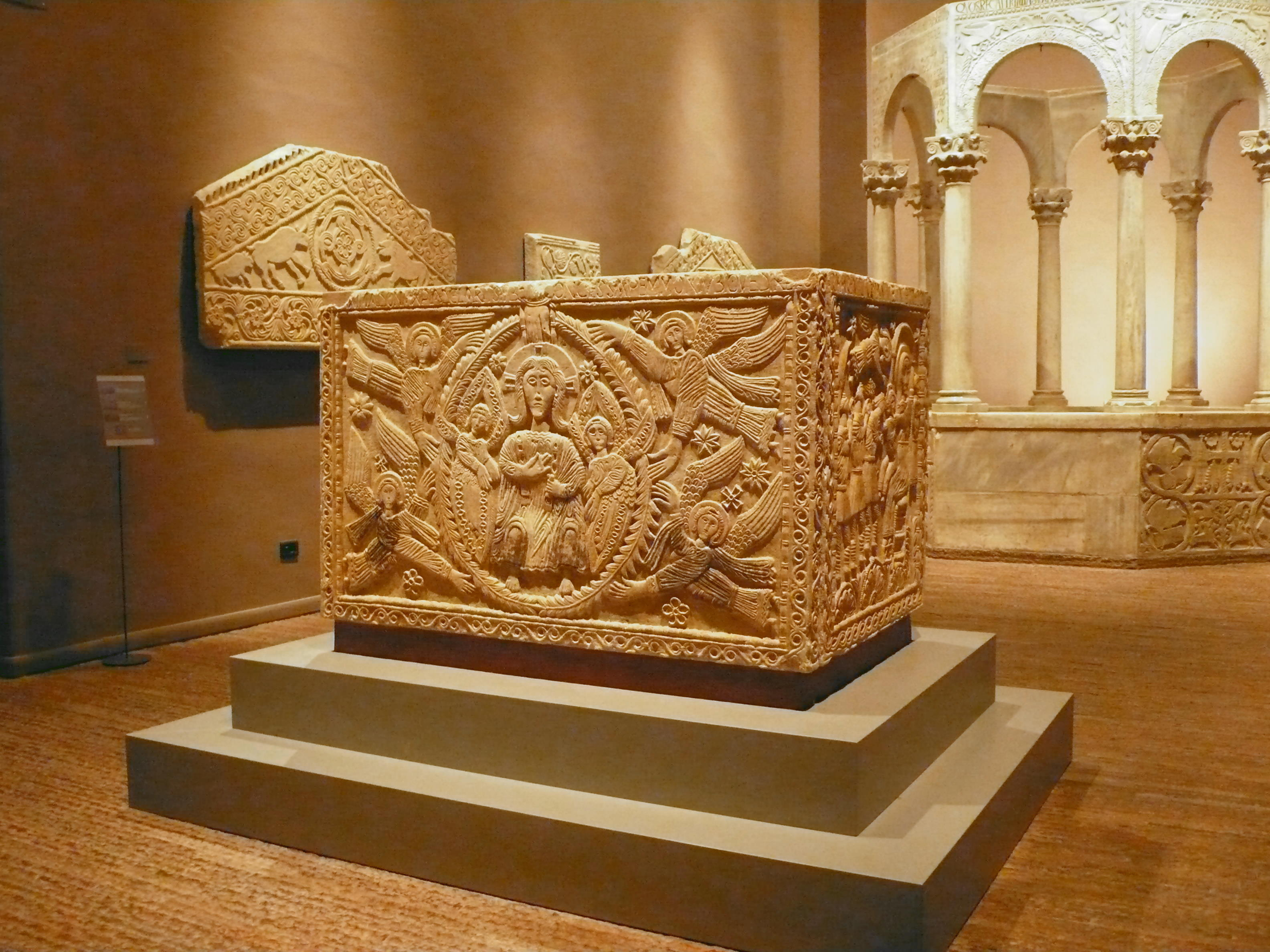
ランゴバルド王国の盛衰。東ローマ帝国のイタリア領を蚕食して支配を拡げたこの王国も教皇庁と提携したフランク王国の攻勢に敗退した。画像はランゴバルド王ラトキスが8世紀半ばに寄進した祭壇で、チヴィダーレ・デル・フリウーリのキリスト教美術館が所蔵している。

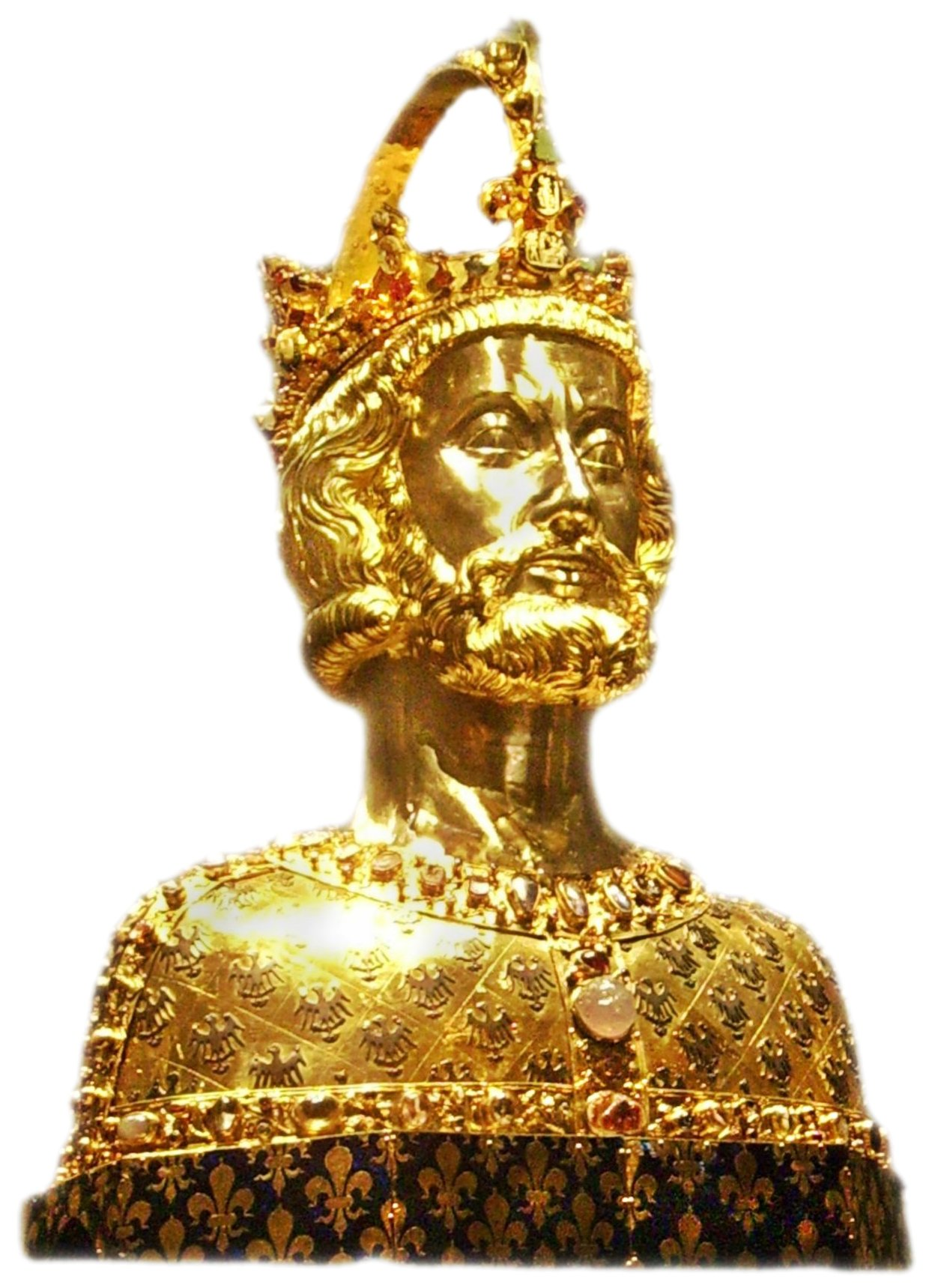
カール大帝。800年のクリスマスに行われたローマ教皇レオ3世によるカール大帝の戴冠は、「西ローマ帝国復興」を示すものであり、東ローマ帝国との間に「二帝問題」の軋轢を生んだ。画像はアーヘン大聖堂宝物館のカール大帝の胸像。

8世紀（はちせいき、はっせいき）は、西暦701年から西暦800年までの100年間を指す世紀。

## できごと

### 8世紀
- 世界的な温暖化現象により、各地で海水面が上昇する（ロットネスト海進、平安海進）。

### 700年代
- 701年
  - 大宝律令の撰定が完成する。刑部皇子・藤原不比等らに禄を賜う。この時期までに令制国が成立する。
  - 則天武后の命により中宗の嫡男李重潤（懿徳太子）・七女永泰公主らを処刑する。
- 702年
  - 第八次遣唐使が派遣され、執節使粟田真人が則天武后に謁見する。
    - この遣唐使は663年以来40年ぶりのもので、「倭」に代わる国名「日本」を承認させる目的もあった。
- 703年
  - 持統太上天皇死去、天皇経験者として最初の火葬にされる。
  - 則天武后により長安光宅寺七宝台仏龕の仏像群が作られる（後に宝慶寺（花塔寺）に移動）。
- 705年
  - 宰相張柬之が張兄弟を倒し、則天武后を退位させる。
    - 中宗が復位し、唐が再興される（神龍革命（中国語版））。この年に則天武后死去。

  - ウマイヤ朝カリフのワリード1世によりダマスクスのウマイヤド・モスクが完成する。
  - 東ローマ皇帝ユスティニアノス2世がティベリオス3世を打倒し復位を果たす。
- 706年
  - 慶雲の改革。
- 706年頃
  - 真臘が北部の陸真臘と、南部の水真臘とに分離する。
- 707年
  - 文武天皇が死去し、第43代元明天皇が即位する。
  - 唐の皇太子李重俊（節愍太子）が中宗皇后韋氏に対し反乱を起こすが鎮圧される。
- 707年 - 709年
  - 長安の小雁塔が建てられる。
- 708年
  - 武蔵国秩父郡（和銅遺跡）で自然銅が産出され、和同開珎を鋳造する。
  - アヴランシュのオベールがモン・トンブ山に礼拝堂を建てる（モン・サン=ミシェル修道院の始まり）。
  - アンキアルスの戦いで、第一次ブルガリア帝国が東ローマ帝国に勝利。
- 709年。
  - ウマイヤ朝カリフのワリード1世によりエルサレムのアル＝アクサー・モスク（銀のモスク）が完成する（705年 -）。

### 710年代
- 710年
  - 元明天皇が平城京へ遷都（奈良時代の始まり）。
  - 唐で韋后排斥の政変（唐隆の変（中国語版））により睿宗が復位。この功績で李隆基が皇太子となる。
  - 涼州に最初の節度使である河西節度使が設置される。
  - 吐蕃王ティデ・ツクツェンが王妃として唐の金城公主を迎え入れる。
- 710年頃 - ブルガリアのマダラの騎士像が作られる。
- 711年
  - グアダレーテ河畔の戦いで、ウマイヤ朝が西ゴート王国を滅ぼしイベリア半島を占領。
  - 東ローマ皇帝ユスティニアノス2世が殺害され、ヘラクレイオス朝が断絶する。
  - ウマイヤ朝のムハンマド・ビン・カーシムがシンド地方（現パキスタン）を征服する。
  - 上野三碑の多胡碑が建てられる。
- 712年
  - 太安万侶が『古事記』を撰上する。
  - 唐で李隆基が玄宗として即位。唐は最盛期を迎える（開元の治）。
  - ウマイヤ朝のクタイバ・イブン・ムスリムがサマルカンドを占領し、マー・ワラー・アンナフル全域の征服完了。
- 713年
  - 諸国に『風土記』の編纂を命ずる。
  - 唐の玄宗が太平公主一派を倒す（先天の変（中国語版））。
  - 四川の楽山大仏の建設が始まる（ - 803年）。
  - 震国が国号を渤海と改称。
- 714年
  - 『続日本紀』に奄美・信覚・球美などの人々が来朝したとされる。
  - 唐で最初の市舶司が広州に設置される。
- 715年
  - 元明天皇が譲位し、第44代元正天皇が即位する。
  - 越前国氣比神宮に託宣により神宮寺が設けられる（日本最初の神仏習合に伴う神宮寺の記録）。
- 717年
  - テマ・アナトリコン長官であったレオーン3世が東ローマ皇帝に即位し、イサウリア朝を開く。
  - ヴァンシーの戦いで、アウストラシア宮宰カール・マルテルがネウストラシア宮宰ラガンフリドに勝利する。
- 718年 - コンスタンティノポリス包囲戦の終結 (717年 - )。
  - 東ローマ皇帝レオーン3世がコンスタンティノポリスを包囲したウマイヤ朝軍を撃退する。

### 720年代
- 720年
  - 『日本書紀』完成。舎人親王が『日本紀』30卷・系図1卷を撰上する。
  - 大隅国国司陽侯麻呂が殺害され、隼人の反乱が起こる（ - 721年）。
- 722年 - コバドンガの戦いでペラーヨがイスラム勢力からアストゥリアスを奪回（最初のレコンキスタ）。
- 722年頃 - 新羅人僧慧超がインドに渡る（ - 727年）。
- 723年
  - 田地開墾のため三世一身法を施行する。太安万侶が死去、現奈良市此瀬町の「太安万侶墓」に墓誌が残る。
  - ウマイヤ朝ヤズィード2世がキリスト教徒の聖画像を禁止する。
- 724年
  - 元正天皇が譲位し、第45代聖武天皇（首皇子）が即位する。
  - ウマイヤ朝カリフのヒシャーム・イブン・アブドゥルマリクが即位（ - 743年）。
    - ウマイヤ朝最後の安定期をもたらし、モザイク床遺跡で知られるヒシャーム宮殿（英語版）を建設。

  - ピルミニウス（英語版）によりボーデン湖（コンスタンツ湖）の島にライヒェナウ修道院が創設される。
  - メキシコ・チアパス州のヤシュチランでイツァムナーフ・バラム2世王により建造物23号（リンテル26号を含む）が建造される。
- 725年 - 唐の玄宗皇帝が封禅の儀を行う。
- 726年
  - 東ローマ皇帝レオーン3世が聖像禁止令を公布（イコノクラスム（聖像破壊運動）の始まり）。
  - 上野三碑の金井沢碑が建てられる。
- 727年 - 渤海国王大武芸が高仁義らを日本に派遣（第一回渤海使）。翌年には日本から遣渤海使が送られる。
- 728年 - ローマ教皇グレゴリウス2世とランゴバルド王リウトプランドの領土寄進に関する合意がなされる（「スートリの寄進（英語版）」）。
- 729年 - 長屋王の変。藤原光明子（光明皇后）が立后される（皇族以外の最初の立后）。

### 730年代
- 730年
  - 東ローマ皇帝レオーン3世がイコン擁護派のコンスタンティノポリス総主教ゲルマノス1世（英語版）を罷免する。
  - 光明皇后の発願で施薬院・悲田院が創設される。
  - 筑紫国大宰府にて大宰帥大伴旅人らにより「梅花の宴」が催される。
- 731年頃
  - ベーダ・ヴェネラビリスが『イングランド教会史』を書き上げる。
- 732年
  - トゥール・ポワティエ間の戦いで、カール・マルテル率いるフランク王国軍がウマイヤ朝軍を破る。
    - この戦いと、718年の東ローマ帝国の勝利により、キリスト教世界はイスラム帝国の進撃を止めることに成功。

  - オルホン川流域のホショ・ツァイダムに東突厥のキュル・テギンの碑文が建てられる。
  - 東ローマ皇帝レオーン3世がイリュリクムの裁治権をローマ教皇からコンスタンティノポリス総主教に移管する。
  - 東ローマ皇帝レオーン3世の息子（後の皇帝コンスタンティノス5世）がハザール王女チチャク（エイレーネー）と結婚。
- 733年
  - 『出雲国風土記』が完成する（現在にまで伝わる唯一の完成本『風土記』）。
- 734年
  - 遣唐使留学生井真成36歳で長安で没する。
    - その2005年4月に発見された墓誌には、玄宗皇帝から官位授与や「国号日本」も記録されている。「日本」表記の現存資料としては最古。

  - ボーン川の戦いで、フランク王国がフリースラント王国を征服。
- 735年
  - オルホン川流域のホショ・ツァイダムに東突厥のビルゲ・カガンの碑文が建てられる。
  - 遣唐使判官平群広成が帰国の途中難船し、崑崙国（チャンパ王国、現在のベトナム中部沿海地方）にまで漂流する。
- 737年 - 天平の疫病大流行により藤原四兄弟が相次いで死去、右大臣橘諸兄による政権が成立する。
- 738年
  - 唐が皮羅閣を雲南王に冊封し南詔が建国される。
  - 唐の玄宗が翰林学士院を設置する。
  - キリグア王カック・ティリウが反乱を起こし、コパン王ワシャクラフン・ウバフ・カウィール（英語版）を斬首してマヤ地域の覇権を握る。
- 739年 - 行信により夢殿を中心とする法隆寺東院が建立される。

### 740年代
- 740年
  - 藤原広嗣の乱。聖武天皇の東国行幸（「彷徨五年」の始まり  - 745年）。
    - 以後、聖武天皇は恭仁京・紫香楽宮・難波宮を転々とする。

  - アクロイノンの戦いで東ローマ帝国がウマイヤ朝に勝利し、小アジアの確保に成功。
- 740年 - クーファのシーア派（ザイド派）によるザイド・ブン・アリーの乱。
- 741年
  - 東ローマ皇帝レオーン3世により「ローマ法大全」を改訂した「エクロゲー法典（英語版）（ギリシア語法選集）」が出される（726年説もある）。
  - 東ローマ皇帝レオーン3世が死去、アルタバスノスの反乱が起こる。
  - 聖武天皇の国分寺・国分尼寺建立の詔。
- 742年
  - 突騎施の莫賀達干が十姓可汗（阿史那昕）を殺害し西突厥を滅ぼす。
  - 中国最古のモスクである長安大清真寺が建てられる。
- 743年 - 墾田永年私財法を施行。大仏建立の詔が出される。
- 744年
  - ザクセン人への宣教のためフルダ修道院が設立される。
  - ウマイヤ朝のマルワーン2世がダマスクスからハッラーンに遷都。
- 745年
  - 唐の玄宗が楊太真を貴妃とする（楊貴妃）。
  - 大秦国（東ローマ帝国）からネストリウス派聖職者の佶和（ゲワルギス）が長安に来訪し玄宗に謁見する。
  - 回鶻（ウイグル）の懐仁可汗が白眉可汗（鶻隴匐）を殺害し東突厥を滅ぼす。
  - 行基が日本で最初の「大僧正」の地位に任ぜられる。
- 746年 - カンスタットの血の宮廷（英語版）。
- 747年 - アッバース家の宣伝員（ダーイー）アブー・ムスリムがホラサン地方のメルブで反乱を起こす。
- 748年 - 鑑真が日本への渡海の途上で暴風雨に巻き込まれ、海南島に流される（ - 751年）。
- 749年
  - 陸奥国司百済王敬福が朝廷に黄金を献上（日本での産金の最古の記録）。
  - 東大寺大仏造営にあたり宇佐八幡宮より八幡神が勧請され手向山八幡宮が創建される。
  - 聖武天皇が譲位し、第46代孝謙天皇即位する。光明皇太后の家政機関として紫微中台が設置される。
  - アブー・アル＝アッバース（サッファーフ）がイラクのクーファでアッバース朝を建てる。

### 750年代
- 750年 - ザーブ河畔の戦いで、アッバース朝がウマイヤ朝残党に勝利する。
  - アッバース朝初代宰相（ワズィール）アブー・サラマ（英語版）が暗殺され、以後シーア派の粛清が続く。
- 750年頃
  - ヴァティカン図書館に所蔵されている『ゲラシウスの典礼書（英語版）』がフランク王国で作られる。
  - スウェーデンのゴットランド島の「アードレの画像石（英語版）（ルーン石碑）」が建立される。
  - 南シベリアのテレホリ湖の島にウイグル人の王宮であるポル＝バジンが作られる。
  - ベンガル地方にパーラ朝が成立。
- 751年
  - 唐の高仙芝が中央アジアに遠征し、タラス河畔でアッバース朝に敗れる（タラス河畔の戦い）。
  - ランゴバルド王アイストゥルフが東ローマ帝国のラヴェンナ総督府を占領。
    - ローマとラヴェンナを結ぶ「ビザンティン回廊（Byzantine Corridor：フラミニア街道）」の終焉。

  - フランク王国でソワソン会議によりメロヴィング朝のキルデリク3世が廃位される。
    - カール・マルテルの子ピピン3世（小ピピン）が国王に選出され、カロリング朝が成立する。

  - 新羅の宰相金大城が都の慶州に石窟庵と仏国寺を建立。
- 752年
  - 天竺僧菩提僊那を導師として東大寺大仏の開眼供養が行われる。
  - 東大寺二月堂が創建され、実忠により最初の修二会（十一面悔過、お水取り）が行われる。
- 753年
  - 唐の朝賀で遣唐使大伴古麻呂が新羅の使者と席次を争う。
  - 唐僧の鑑真が阿児奈波嶋（現在の沖縄本島）を経て日本に着く。
    - 阿倍仲麻呂・藤原清河は難破して安南に漂着し日本に帰れず。

  - ダンティドゥルガ（英語版）が前期チャールキヤ朝を滅ぼしラーシュトラクータ朝を興す。
- 754年
  - ヒエレイア教会会議（英語版）で聖像破壊論者が聖像崇敬を断罪する。
  - 教皇ステファヌス2世とフランク王ピピン3世とのポンティオン（英語版）の会見。
  - 宣教師ボニファティウスがフリースラントのドックムで殉教する。
  - イスラム支配下のスペインで『754年のモサラベ年代記』が執筆される。
  - 鑑真により東大寺戒壇院が設置される。
- 755年
  - 唐で安史の乱が起こる（- 763年）。
  - 渤海国王大欽茂が中京顕徳府から上京龍泉府に遷都。
  - アッバース朝建国の功臣アブー・ムスリムがカリフ・マンスールに処刑される。
- 756年
  - 安禄山が洛陽で大燕皇帝を名乗る。
    - 唐の玄宗が長安から出奔。馬嵬にて楊国忠・楊貴妃を処刑。玄宗に代わり粛宗が霊武にて即位。

  - 聖武太上天皇死去。聖武太上天皇の七七忌に当たり、東大寺に遺品を施入したのが正倉院の始まり。
  - フランク王ピピン3世がラヴェンナとペンタポリス（英語版）をランゴバルドから奪う。
    - ペンタポリスとはアドリア海沿岸の五つの都市（リミニ・ペーザロ・ファーノ・セニガッリア・アンコーナ）を指す。
    - これらの領土は教皇ステファヌス3世に寄進され（「ピピンの寄進」）、ローマ教皇領の始まりとなる。

  - ウマイヤ朝の王族アブド・アッラフマーン1世がムサラの戦いで勝利し、コルドバでアミールを名乗る。
    - これにより後ウマイヤ朝がイベリア半島で独立し、イスラム帝国は分裂する。

  - ラシュトラクータ朝のクリシュナ1世が即位。
    - この王のもとでエローラ石窟のカイラーサナータ寺院が建造される。
    - コンカン地方ムンバイ近郊ガーラープリー島エレファンタ石窟群もこの時代までに整備される。
- 757年
  - イスラム世界で最初の製紙工場がサマルカンドに設立される。
  - 安禄山が安慶緒に殺害される。唐とウイグルの連合軍が長安を奪回。
  - 孝謙天皇が道祖王を廃太子とし、大炊王を皇太子とする。橘奈良麻呂の乱。
  - 養老律令の制定。
- 758年
  - 孝謙天皇が譲位し、第47代淳仁天皇が即位する。
    - 太保藤原仲麻呂は恵美押勝の名を賜与される。恵美押勝による官職の唐風改称。

  - 唐の塩鉄使の第五琦が塩の専売制を行う。
  - 唐の顔真卿による「祭姪文稿」が書かれる。
  - 唐の粛宗の王女寧国公主がウイグルの葛勒可汗と婚姻する。
- 759年
  - 安慶緒が史思明に殺害される。
  - フランク王ピピン3世がナルボンヌを奪回し、南フランスからイスラム教徒を放逐。
  - 鑑真により唐招提寺が創建される。
  - 藤原仲麻呂の新羅征討計画が頓挫する。
  - 『万葉集』に採録された最も年代の新しい大伴家持の和歌が詠まれる。この年以降に『万葉集』が成立する。

### 760年代
- 760年 - 揚州大虐殺。
- 761年
  - 史思明が史朝義に殺害される。
  - 東大寺戒壇院に加え、筑紫観世音寺と下野薬師寺にも戒壇が築かれる(天下三戒壇）。
- 761年頃 - カウィール・チャン・キニチがドス・ピラスを放棄し、アグアテカに遷都する。
- 762年
  - 陸奥国国府に多賀城碑が建てられる。淡海三船が歴代天皇の漢風諡号を選定する（ - 764年）。
  - 回鶻（ウイグル）の牟羽可汗がマニ教を受容する。
  - アッバース朝のカリフ・マンスールがハーシミーヤからバグダードに遷都。
  - 唐で玄宗と粛宗が相次いで死去。粛宗の張皇后を宦官李輔国が倒し、李輔国を倒して宦官程元振（中国語版）が実権を握る。
- 763年
  - 回鶻の牟羽可汗が史朝義を自殺に追い込み、安史の乱が終結する。
  - 吐蕃のティソン・デツェンが一時的に唐の長安を占領。
    - この勝利を記念してラサ・ポタラ宮に残る「ゾルの外の碑」が建立される。

  - ナポリ公国が東ローマ帝国から自立し、ローマ教皇側に与する。
- 764年
  - 僕固懐恩の乱（ - 765年）。顔真卿により「争座位帖」が書かれる。
  - 藤原仲麻呂の乱（恵美押勝の乱）。
    - 乱を鎮圧した孝謙上皇が重祚して、第48代称徳天皇となり、淳仁天皇を廃して淡路国に配流とする。
- 765年
  - 道鏡が太政大臣禅師となる。称徳天皇の発願で大和西大寺が創建される。和気王が謀反の罪で処刑される。
  - この年（神護元年）記された木簡に、式部省大学寮で破斯清道という官吏が働いていたことが記される。破斯清道はペルシャ人とする説がある。
  - シーア派が十二イマーム派（主流派）と七イマーム派（非主流派・イスマーイール派）に分離する。
- 766年 - 道鏡が法王になる。
- 767年 - シャイレーンドラ朝軍が北ベトナムの安南都護府を攻撃する。
- 768年
  - フランク王ピピンが死去、息子のカールとカールマンが共同のフランク王に即位する。
  - 藤原永手が鹿島・香取・枚岡各社の祭神を勧請し春日大社を創建。
  - 宇佐八幡宮神託事件で和気清麻呂が大隅国に流罪となる。
  - ウイグル系摩尼教徒により長安に大雲光明寺が建てられる。
- 769年 - 称徳天皇への呪詛により異母妹不破内親王が内親王位を剥奪される。

### 770年代
- 770年
  - 称徳天皇の命で法隆寺など有力寺院に百万塔陀羅尼が奉納される。
    - 称徳天皇が死去し、第49代光仁天皇が即位する。
    - 道鏡を下野国薬師寺別当に左遷する。
    - 光仁天皇の皇后井上内親王と皇太子他戸親王が廃される。

  - 唐の皇帝代宗と宰相元載により宦官魚朝恩が誅殺される。
- 771年 - カールマンの死去によりカールがフランク単独の王となる。
- 772年 - フランク王カールによるザクセン戦争（ - 804年）。
- 774年
  - フランク王カールがランゴバルド王国を滅ぼす（ドイツ語版）。
    - 都パヴィアを制圧し、国王デシデリウスを追放。
    - カールは「ランゴバルド王」の称号を獲得し、「ランゴバルドの鉄王冠」を取得。

  - 新羅の宰相金大城による慶州の石仏寺（現在の石窟庵）が完成する。
- 775年
  - 東ローマ皇帝コンスタンティノス5世コプロニュモスが死去し、レオーン4世ハザロスが皇帝に即位(在位775-780年)。
  - この年建てられた「リゴール碑文（英語版）」によるとシャイレーンドラ王家がシュリーヴィジャヤを支配した記録が残る。
  - 吐蕃王ティソン・デツェンがサムイェー寺を建設する。
- 776年 - ムカンナーの反乱（ - 783年）。
- 776年頃 - ハワーリジュ派系イバード派によりアルジェリアにルスタム朝が成立する。
- 777年 - 唐の宰相元載が皇帝代宗の命で誅殺される。
- 778年
  - スペイン遠征中のフランク王国軍がバスク人とのロンスヴォーの戦い(ロンセスバーリェスの戦い)で敗退する。
    - この事件がもととなり後に『ローランの歌』が作られる。

  - インドネシアのジャワ島中部にあるカラサン寺院が創建され、近辺に「カラサン碑文（英語版）」が残される。
- 779年
  - フランク王カールによるヘルスタル勅令（The Capitulary of Herstal）。
    - この法令によりフランク王国のキリスト教徒は教会に十分の一税を納めることが定められる。

  - 回鶻（ウイグル）の牟羽可汗が殺害され、宰相の頓莫賀達干が合骨咄禄毘伽可汗として即位、マニ教は弾圧される。

### 780年代
- 780年
  - 唐の宰相楊炎の建議により租庸調制から両税制へ税制を移行。
  - 上治郡の大領伊治呰麻呂が反乱を起こし、多賀城が焼失する（宝亀の乱）。
- 780年頃
  - インドネシアのシャイレーンドラ朝がボロブドゥールの建設を始める。
- 781年
  - 唐の徳宗の抑圧策により河朔三鎮・河南二鎮の節度使（藩鎮）が反乱を起こす。
  - 楊炎が海南島の崖州司馬に左遷され、その途中で処刑される。
  - 中央アジア出身の伊斯が長安の大秦寺に「大秦景教流行中国碑」を建立。
  - カシミール人の僧侶プラジュニャ（般若三蔵）が広州に到着。
  - 光仁天皇が病気のため譲位し、桓武天皇が即位する。
- 782年
  - フランク王国の宮廷学校にヨーク出身のアルクィンが招かれる（カロリング・ルネサンスの始まり）。
  - 氷上川継の乱。
- 783年
  - 唐と吐蕃の建中の会盟。
  - 唐で朱泚の乱(涇原兵変)が起こり、皇帝徳宗が長安から奉天に逃亡。
    - この時期に何家村の宝物が埋蔵されたか（何家村唐代窖藏）。

  - フランク王カールの命で『ゴデスカルクの福音書（英語版）』が作られる。
- 784年 - 桓武天皇が平城京から長岡京に遷都。
- 785年
  - 長岡京建設の責任者藤原種継が暗殺される。
    - この事件で桓武天皇の弟で皇太子の早良親王が流罪となるがその途上で憤死。

  - 唐の徳宗の命で楊良瑶（中国語版）がアッバース朝に派遣される。
  - 淮南西道節度使李希烈のもとに使者として派遣された顔真卿が殺害される。
- 786年
  - アッバース朝でハールーン・アッ＝ラシードがカリフとなる（ - 809年）（アッバース朝の最盛期）。
  - フランク王カールがアーヘン大聖堂の建設に着手。
  - 吐蕃の敦煌（沙州）占領。
- 787年 - 第2ニカイア公会議でキリスト教会での聖像使用の教義が確認される。
- 788年
  - 最澄が一乗止観院を建てる（後の比叡山延暦寺）。
  - インゲルハイム・アム・ライン国家会議。
    - フランク国王カールがバイエルン部族公タッシロ3世（英語版）を追放する。

  - マグリブ西部のモロッコにイドリース朝が興る。
  - 回鶻の頓莫賀達干と唐の咸安公主の結婚。
- 789年
  - フランク王カールによる「一般訓令（Admonitio generalis）」。
  - 『アングロ・サクソン年代記』ではイングランドにおける最初のデーン人の侵入が起こったとされる。
  - インドから唐僧悟空（達摩駄都）が約40年ぶりに帰国。

### 790年代
- 791年 - フランク国王カールがアヴァールを征討。
- 792年
  - 桓武天皇により諸国の軍団・兵士が廃止され、健児の制が導入される。
  - 吉林省和竜市の龍頭山古墓群（英語版）に渤海王大欽茂の王女貞孝公主墓が造営される。
- 793年
  - バグダードに最初の製紙工場が設立される
  - イングランド北部のリンデスファーン修道院がヴァイキングに襲撃され、ヴァイキング時代の幕開けとなる。
- 794年
  - 桓武天皇が平安京へ遷都し平安時代はじまる。山背国を山城国へ改称。
  - フランク国王カールの招集によるフランクフルト教会会議（英語版）が開催される。
- 795年
  - フランク王国がスペイン辺境領を設置。
  - 回鶻（ウイグル）の懐信可汗が即位、マニ教が再び国教とされる。
- 796年
  - アッバース朝カリフのハールーン・アッ＝ラシードがラッカに宮廷を遷す（ - 809年）。
  - クレタ島の大地震、エジプトではアレクサンドリアの大灯台が半壊する。
- 797年
  - 東ローマ皇帝コンスタンティノス6世が母エイレーネーによって廃位され、エイレーネーがローマ帝国初の女帝として即位。
  - フランク国王カールがアッバース朝のハールーン・アッ＝ラシードに使節を送る。
  - 空海が『三教指帰（聾瞽指帰）』を執筆。
- 797年頃 - 唐僧摩訶衍がインド僧カマラシーラに敗北しチベットから退去。サムイェー寺の宗論が終わる。

### 800年代
- 800年
  - フランク国王カールがローマ教皇レオ3世から「ローマ皇帝」の冠を受ける（カール大帝）。
  - マグリブ東部のチュニジアにアグラブ朝が興る。
  - 早良親王に「崇道天皇」の追尊号が贈られる。
  - 富士山の延暦噴火。

## 時代の動向

### 東アジア

#### 日本
日本では唐制に倣った律令制が布かれた時代にあたり、その最盛期とされる。時代区分で言うと飛鳥時代から奈良時代へと移り変わり、さらに平安時代初頭にあたる。条坊制を布いた都城制の都が建設され、藤原京＞平城京＞恭仁京＞難波京＞紫香楽宮＞平城京＞長岡京＞平安京と遷都が繰り返された。

### ヨーロッパ
デンマークの建国

## 人物

### 東アジア

#### 唐
- 張柬之（625年 - 706年） - 唐の政治家・張易之と張昌宗の兄弟を斬り則天武后を退位させる・中宗の復位を実現
- 韋后（? - 710年） - 唐の皇帝中宗の皇后・「武韋の禍」の一人・娘の安楽公主とともに中宗を殺害し帝位を窺う
- 太平公主（665年？ - 713年） - 唐の皇帝高宗の娘・母は則天武后・韋后排斥の中心人物・後に甥の李隆基と対立し滅ぼされる
- 張説（667年 - 730年） - 唐の政治家・宰相・李隆基に挙兵を決断させた功で有名・詩人として『張説之文集』がある
- 玄宗（李隆基）（685年 - 762年） - 唐の第6代皇帝（在位712年 - 756年）・その治世前半が「開元の治」
- 姚崇（650年 - 721年） - 唐の政治家・宰相・宋璟とともに「姚宋」と呼ばれ「開元の治」を指導
- 宋璟（663年 - 737年） - 唐の政治家・宰相・姚崇とともに「姚宋」と呼ばれ「開元の治」を指導
- 張九齢（678年 - 740年） - 唐の政治家・宰相・李林甫と対立し辞職・「開元最後の賢相」と呼ばれる
- 李林甫（？ - 752年） - 唐の政治家・宰相・張九齢らを失脚させ天宝年間の政局を握る・府兵制崩壊に伴い異民族節度使を登用
- 高力士（684年 - 762年） - 唐の宦官・韋后討伐から安史の乱まで玄宗の腹心として仕える・李輔国に失脚させられる
- 郭子儀（697年 - 781年） - 唐の軍人・安史の乱を平定・後には吐蕃やウイグルの反乱も鎮圧する
- 高仙芝（? - 755年）- 唐の高句麗系軍人・タラス河畔の戦いで敗北・安史の乱の渦中で処刑される
- 杜環（生没年不詳） - 唐の著述家・タラス河畔の戦いで捕虜となり中央アジアや西アジアに滞在したのち帰国し『経行記』を執筆
- 李輔国（704年 - 762年） - 唐の宦官・玄宗に代わり粛宗を擁立・粛宗の皇后を殺害させるなど専権を極める
- 楊国忠（? - 756年） - 唐の宰相・楊貴妃の親族として出世・安史の乱で長安を捨て四川に逃亡するが殺害される
- 楊貴妃（719年 - 756年） - 唐の玄宗の寵妃・安史の乱の原因とされ楊国忠に続き馬嵬で殺される
- 安禄山（705年? - 757年） - 唐の安史の乱の指導者・もとは節度使・大燕皇帝を自称（在位756年 - 757年）・実子安慶緒に殺される
- 史思明（703年 - 761年） - 唐の安史の乱の指導者・もとは安禄山の部下・大燕皇帝を自称（在位759年 - 761年）・実子史朝義に殺される
- 魚朝恩（中国語版）（721年 - 770年） - 唐の宦官・神策軍を従え代宗の宮廷で専権を振るうが元載の命で処刑される
- 元載（？ - 777年） - 唐の政治家・宰相・宦官魚朝恩を滅ぼし政権を掌握・後に代宗の命で処刑される
- 楊炎（727年 - 781年） - 唐の政治家・皇帝徳宗に仕え均田制/租庸調制に代わる両税法を創設・のちに失脚し処刑される
- 第五琦（729年 - 799年） - 唐の政治家・塩法による塩の専売制を導入し財政再建に尽力・乾元重宝銭の鋳造で物価高騰を招く
- 杜佑（735年 - 812年） - 唐の官僚・歴史家として法令制度の通史『通典』をまとめる・杜牧は孫
- 司馬承禎（643年 - 735年） - 唐の道士・「道先仏後」の唐にあって玄宗の信任を得る・著作に『坐忘論』『天隠子』がある
- 李思訓（651年 - 718年） - 唐の画家・皇族であり官僚として玄宗に仕える・「北画の祖」とされる
- 呉道玄（生没年不詳） - 唐の画家・玄宗に仕えて山水画の画法に変革をもたらし「画聖」と呼ばれる
- 張萱（生没年不詳） - 唐の画家・宮廷で活躍し「虢国夫人遊春図」「搗練図」（いずれも後世の模作）が残る
- 呉競（670年 - 749年） - 唐の歴史家・唐の太宗とその臣下の言行を記録した『貞観政要』を編纂
- 李瀚（生没年不詳） - 唐の文筆家・上古から六朝までの逸話を選び初学者用に編纂した『蒙求』で知られる
- 一行（683年 - 727年） - 唐の僧侶・真言八祖の一人であり善無畏と『大日経疏』を編纂・天文学者としては大衍暦を作成
- 鑑真（688年 - 763年） - 唐の僧侶・日本に渡り律宗を伝える・奈良の唐招提寺の開基となる
- 孟浩然（689年 - 740年） - 唐の詩人・代表作に「春暁」がある・官人にはなれず在野で活躍
- 王維（701年 - 761年） - 唐の詩人で「詩仏」と称される・画家として「南画の祖」とされる
- 李白（701年 - 762年）- 唐の詩人で「詩仙」と称される・代表作に「早発白帝城」がある
- 顔真卿（709年 - 785年） - 唐の書家・「争座位帖」や「祭姪文稿」がある・安史の乱でも活躍し忠臣とされる
- 杜甫（712年 - 770年） - 唐の詩人で「詩聖」と称される・代表作に「春望」がある
- 張旭（生没年不詳） - 唐の書家・狂草という奔放な書体で有名・「自言帖」や「郎官石柱記」がある
- 懐素（725年 - 785年） - 唐の書家・僧侶・張旭の狂草の影響を受ける・「草書千字文」が有名
- 陸羽（733年 - 804年） - 唐の文筆家・茶にまつわる知識をまとめた『茶経』を残す
- 沈既済（750年 - 800年頃） - 唐の歴史家・小説家・歴史書『建中実録』や伝奇小説「枕中記」「任氏伝」がある。

#### 渤海
- 大欽茂（文王）（？ - 793年） - 渤海の第3代王（在位737年 - 793年）・律令体制を整え上京龍泉府に遷都

#### 日本

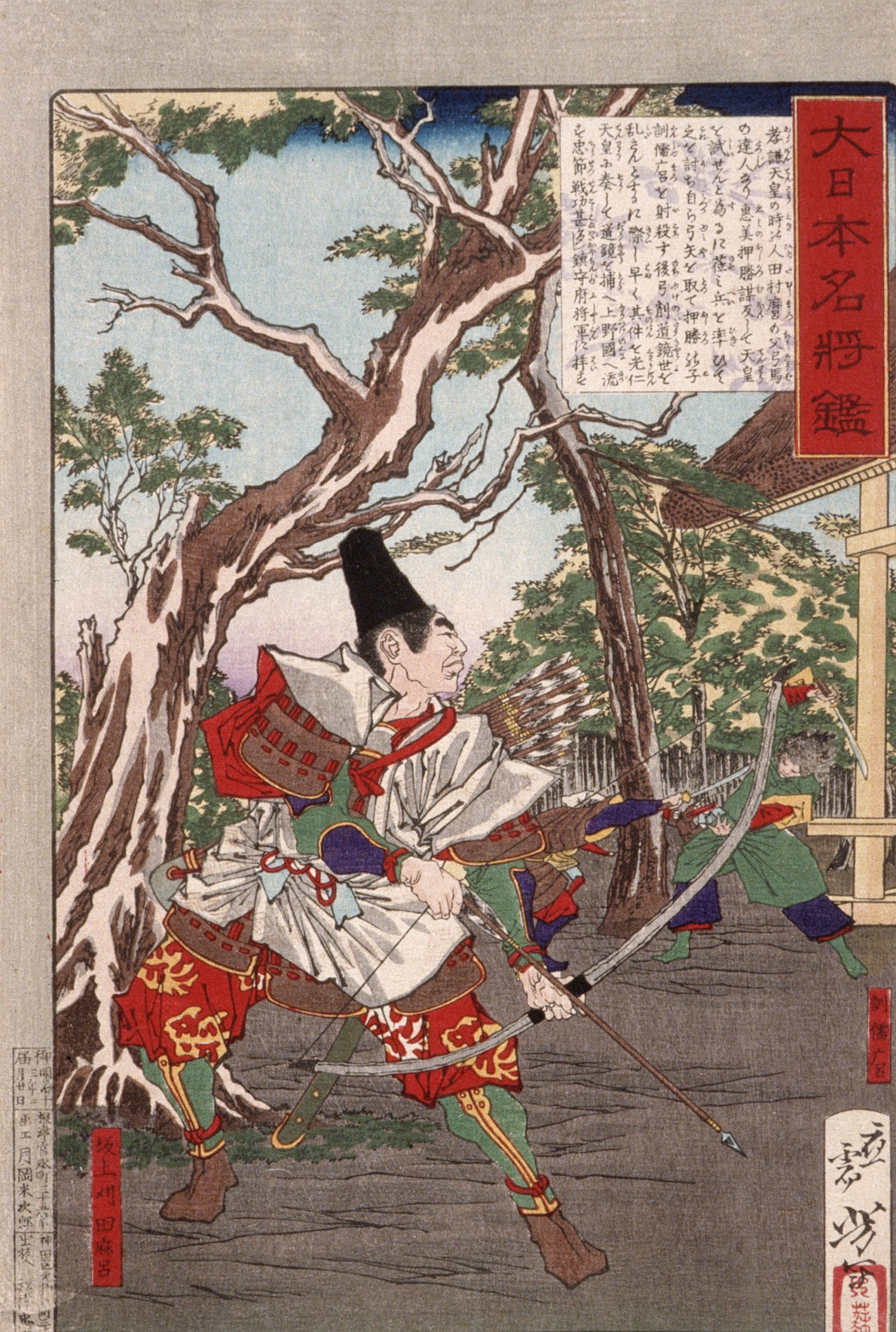
弓の名手である坂上苅田麻呂が藤原仲麻呂の乱で藤原訓儒麻呂を射ようとする場面

- 粟田真人（？ - 720年） - 公卿・中納言・大宝律令を編纂・30余年ぶりの第8次遣唐使では遣唐執節使となる
- 藤原不比等（659年 - 720年） - 公卿・右大臣・大宝律令を制定・藤原四兄弟や光明皇后の父
- 柿本人麻呂（660年頃 - 720年頃） - 歌人・『万葉集』の代表的な歌人・「歌聖」と呼ばれる・三十六歌仙の一人
- 山部赤人（？ - 736年？） - 歌人・柿本人麻呂と並び称され「歌聖」と呼ばれる・三十六歌仙の一人。
- 山上憶良（660年？ - 733年？） - 官人・歌人・『万葉集』の「貧窮問答歌」「子を思ふ歌」が知られる
- 元明天皇（661年 - 721年） - 第43代天皇（在位707年 - 715年）・女帝・平城京に遷都
- 太安万侶（？ - 723年） - 文官・『古事記』を編纂・太安万侶墓誌が発見されている
- 玄昉（？ - 746年） - 僧正・入唐僧・聖武天皇の母宮子の看護で昇進・橘諸兄政権で活躍
- 道慈（？ - 744年） - 律師・入唐僧・三論宗の智蔵に学ぶ・『金光明最勝王経』の頒布や大安寺の整備に尽力
- 大伴旅人（665年 - 731年） - 公卿・大納言・歌人・大宰帥赴任で筑紫歌壇を領導・「梅花の宴」で有名
- 行基（668年 - 749年） - 大僧正・東大寺大仏造造営の勧進としても活躍・「行基菩薩」と呼ばれる
- 舎人親王（676年 - 735年） - 天武天皇皇子・淳仁天皇の父（崇道尽敬皇帝）・『日本書紀』を編纂
- 藤原四兄弟
  - 藤原武智麻呂（680年 - 737年） - 公卿・藤原南家祖
  - 藤原房前（681年 - 737年） - 公卿・藤原北家祖
  - 藤原宇合（694年? - 737年） - 公卿・藤原式家祖
  - 藤原麻呂（695年 - 737年） - 公卿・藤原京家祖
- 橘諸兄（684年 - 757年） - 公卿・左大臣・藤原四兄弟亡き後の政局を指導・初代橘氏長者
- 長屋王（684年？ - 729年） - 皇族・公卿・左大臣・高市皇子の長男・長屋王の変で自害した
- 良弁（689年 - 774年） - 華厳宗の僧・奈良東大寺初代別当・大仏開眼供養に尽力・鷲に攫われた幼児の伝説も有名
- 平群広成（？ - 753年） - 官人・遣唐使の判官・唐から帰国途中に遭難しチャンパに漂流・後に渤海から無事に帰国
- 吉備真備（695年 - 775年） - 遣唐留学生・帰国後は恵美押勝の乱を鎮圧・称徳天皇に重んじられ右大臣となる
- 阿倍仲麻呂（698年 - 770年） - 遣唐留学生・帰国は果たせず唐の玄宗皇帝に仕え安南都護府に在任する
- 聖武天皇（701年 - 756年） - 第45代天皇（在位724年 - 749年）・奈良東大寺を創建
- 光明皇后（701年 - 760年） - 聖武天皇の皇后・人臣で最初の皇后・孝謙称徳天皇の母・正倉院の創設にも関与
- 菩提僊那（704年 - 760年） - インドからの渡来僧・僧正・大安寺に住す・東大寺大仏開眼供養式の導師を務める
- 藤原広嗣（？ - 740年） - 官人・大宰少弐・式家宇合の子・藤原広嗣の乱を起こし処刑される
- 藤原仲麻呂（706年 - 764年） - 公卿・太師（太政大臣）・藤原仲麻呂の乱（恵美押勝の乱）を起こし敗死
- 藤原真楯（715年 - 766年） - 公卿・大納言・北家房前の子
- 国中公麻呂（？ - 774年） - 仏師・造東大寺次官・東大寺盧遮那仏の造像と大仏殿建立の指揮をする
- 孝謙・称徳天皇（718年 - 770年） - 第46代天皇（在位749年 - 758年）・第48代天皇（在位764年 - 770年）
- 大伴家持（718年頃 - 785年） - 公卿・中納言・諸国の国司を歴任・和歌に優れ『万葉集』を編纂したか
- 橘奈良麻呂（721年？ - 757年） - 公卿・参議・橘諸兄の子・橘奈良麻呂の乱が露見し処罰される
- 淡海三船（722年 - 785年） - 文学者・文章博士・『懐風藻』の選者とされる・歴代天皇の漢風諡号選定にも関与
- 道鏡（700年 - 772年） - 太政大臣禅師・法王・宇佐八幡宮神託事件に関与・称徳天皇没後は下野国に追放される
- 藤原百川（732年 - 779年） - 公卿・参議・井上廃后事件に関与して桓武天皇を擁立したか
- 和気清麻呂（733年 - 799年） - 公卿・民部卿・宇佐八幡宮神託事件で道鏡を退ける
- 桓武天皇（737年 - 806年） - 第50代天皇（在位781年 - 806年）・長岡京そして平安京に遷都
- 藤原種継（737年 - 785年） - 公卿・中納言・式家百川の甥・長岡京造営の途中で暗殺される

### 南アジア・チベット・東南アジア
- ナラシンハヴァルマン2世（? - 728年頃）- インドのパッラヴァ朝の王（在位700年頃 - 728年頃）・マハーバリプラム海岸寺院を建立
- ヴィクラマーディティヤ2世（? - 744年） - インドの前期チャールキヤ朝の王（在位733年 - 744年）・パッタダガル寺院を建立
- ダンティドゥルガ（? - 756年） - インドのラーシュトラクータ朝の王（在位753年 - 756年）・チャールキヤ朝の君主を廃しデカン地方を支配
- クリシュナ1世（? - 775年） - インドのラーシュトラクータ朝の王（在位756年 - 775年）・エローラ石窟のカイラーサ寺院を建立
- ダルマトゥンガ（? - 782年） - ジャワ島のシャイレーンドラ朝の王（在位755年以前 - 782年）・ボロブドゥール寺院建立に着手
- シュバカラシンハ（637年 - 735年） - インド出身の僧侶・中国名は善無畏・唐に密教（真言宗）を伝え第五祖とされる
- シャーンタラクシタ（? - 787年頃） - インドの僧侶でナーランダ寺院の出身・チベットに仏教を伝えサムイェー寺を建立
- カマラシーラ（生没年不詳） - インドの僧侶・チベットに招かれサムイェー寺の宗論で唐僧摩訶衍に勝利する
- パドマサンバヴァ（8世紀後半） - インドの僧侶・チベットに仏教を伝えニンマ派（紅教）の祖となる
- ダーモーダラグプタ（8世紀後半） - カシミール王国の宰相・詩人・風俗抒情詩『クッタニーマタ（遊女の手引き）』は資料としても評価が高い
- ティソン・デツェン（742年 - 797年） - チベットの吐蕃の王（在位755年 - 797年）・安史の乱に乗じて長安を占領・仏教興隆に尽力

### イスラム世界

#### ウマイヤ朝
- クタイバ・イブン・ムスリム（669年 - 715年/716年） - ウマイヤ朝の軍人・ホラサーン総督となりマー・ワラー・アンナフルを征服する
- ワリード1世（674年 - 715年） - ウマイヤ朝の第6代カリフ（在位705年 - 715年）・ウマイヤド・モスクを建設
- タリク・イブン・ズィヤード（689年 - 720年） - ウマイヤ朝の軍人・イベリア半島を征服しジブラルタルの名の由来になる
- アブドゥル・ラフマーン・アル・ガーフィキー（？ - 732年） - ウマイヤ朝の軍人・アルアンダルス知事・トゥール・ポワティエ間の戦いで敗北

#### 後ウマイヤ朝
- アブド・アッラフマーン1世（731年 - 788年） - 後ウマイヤ朝の初代アミール（在位756年 - 788年）・コルドバを都とする

#### アッバース朝
- サッファーフ（724年? - 754年） - アッバース朝の初代カリフ（在位750年 - 754年）・ウマイヤ家残党を粛清
- マンスール（712年 - 775年） - アッバース朝の第2代カリフ（在位754年 - 775年）・都バグダードを建設
- ハールーン・アッラシード（763年 - 809年） - アッバース朝の第5代カリフ（在位786年 - 809年）・アッバース朝の最盛期
- ジヤード・イブン・サーリフ（？ - 752年） - アブー・ムスリム配下の将軍・タラス河畔の戦いで高仙芝率いる唐の軍団を撃破
- アブー・ムスリム（700年頃 - 755年） - アッバース革命の指導者でアッバース朝建国における最大の功臣・「ホラサーンの猛虎」
- ムカンナー（メルヴのハキム）（？ - 783年） - ペルシアの反乱指導者・アブー・ムスリムを預言者とみなす反主流派の教団を形成した

#### 思想家・学者
- アブー・ハニーファ（699年頃 - 767年） - イスラム法学者・ハナフィー学派の祖・シーア派との関係を疑われ獄死
- ジャアファル・サーディク（702年 - 765年） - シーア派の第6代イマーム・イスラム法学者としてはジャアファル学派の祖
- イブン・イスハーク（704年 - 761年/770年） - アッバース朝の著述家・カリフのマンスールに命じられ『預言者の生涯』をまとめる
- マーリク・イブン・アナス（714年 - 796年） - イスラム法学者・マーリク学派の祖・著作に『ムワッタ』がある
- アナン・ベン・ダヴィド（715年頃 - 795年頃） - バビロニアのユダヤ教哲学者・口伝律法タルムードの権威を否定しカライ派の祖となる
- ラービア・アル・アダウィーヤ（717年頃 - 801年頃） - バスラ出身の女性神秘家・禁欲から「神への愛」を昇華させたスーフィーの先駆者
- アル・ハリール・イブン・アフマド・アル・ファラーヒディー（718年 - 786年/791年） - 文献学者・アラビア語辞書を編纂しアラビア語正書法を確定
- イブン・アル＝ムカッファ（721年 - 757年） - アッバース朝の著作家・ペルシアのサーサーン朝の年代記『フダーイ・ナーメ』をアラビア語に翻訳
- ムハンマド・アル・ファザーリ（？ - 796年/806年） - 天文学者・インドのブラーマグプタの天文学書を翻訳し『シンドヒンド』として編纂する
- ジャービル・イブン・ハイヤーン（721年？ - 815年？） - アッバース朝の哲学者・化学者・塩酸や硝酸の調合や蒸留装置を開発
- アブー・アル＝アターヒヤ（748年 - 828年） - アッバース朝の詩人・もとは壺売りだったが歴代カリフにより宮廷に招かれ「天才詩人」と呼ばれる

### 中央アジア
- ビルゲ・カガン（？ - 734年） - 東突厥のカガン（在位716年 - 734年）・オルホン河畔のホショ・ツァイダム碑文で有名
- ブラン・カガン（？ - 740年） - ハザールのカガン（在位730年 - 740年）・テュルク系遊牧国家ながらユダヤ教に改宗
- 牟羽可汗（？ - 779年） - 回鶻の可汗（在位759年 - 779年）・マニ教を受容・安史の乱の鎮圧に協力するが後に唐と反目

### キリスト教世界

#### フランク王国
- アヴランシュのオベール（英語版）（？ - 720年） - ノルマンディー地方のアヴランシュ司教・モン・サン・ミシェル修道院の基礎を築く
- カール・マルテル（686年 - 741年） - フランク王国の宮宰・トゥール・ポワティエ間の戦いで勝利しイスラム軍を撃退
- ピピン3世（小ピピン）（714年 - 768年） - カロリング朝の開祖（在位751年 - 768年）・カール・マルテルの子・教皇領を寄進
- カール大帝（742年 - 814年） - フランク国王（在位768年 - 814年）・西ローマ皇帝（在位800年 - 814年）・小ピピンの子
- ローラン（？ - 778年） - ブルターニュ辺境伯・カール大帝に仕える・ロンスヴォーの戦いでの死が『ローランの歌』伝説のもとになる
- ヴィドゥキント（730年頃 - 808年?） - ザクセン部族公・ザクセン戦争でカール大帝に敗北しキリスト教に改宗
- タッシロ3世（742年頃 - 794年頃） - バイエルン部族公・カール大帝と対立しバイエルンから追放される
- ボニファティウス（672年頃 - 754年） - キリスト教宣教師・「ドイツ人の使徒」・フリースラントで殉教
- ピルミニウス（700年頃 - 753年） - 修道士（ベネディクト会）・ライヒェナウ島修道院を建設
- アルクィン（735年？ - 804年） - 神学者でトゥール司教・フランク王国宮廷学校校長・「カール大帝の知的宰相」
- リュートガー（ルドガー）（742年頃 - 809年） - キリスト教宣教師・ザクセン人やフリース人に布教しミュンスターで修道院を創設

#### イタリア
- デシデリウス（? - 786年） - ランゴバルド王国最後の国王（在位756年 - 774年）
- パウルス・ディアコヌス（720年 - 799年） - イタリアの著述家・歴史家として『ランゴバルド史』を著す
- ザカリアス（? - 752年） - ローマ教皇（在位741年 - 752年）・ピピン3世のカロリング朝創設を支援
- ステファヌス2世（? - 757年） - ローマ教皇（在位752年 - 757年）・ピピン3世による寄進を受ける（教皇領の始まり）
- レオ3世（750年? - 816年） - ローマ教皇（在位795年 - 816年）・「カール大帝の戴冠」を行う

#### 東ローマ帝国と東方正教圏
- ユスティニアノス2世（668年？ - 711年） - 東ローマ帝国ヘラクレイオス朝の皇帝（在位685年 - 695年、705年 - 711年）・「鼻削がれ」の名で有名
- レオーン3世（680年？ - 741年） - 東ローマ帝国イサウリア朝の皇帝（在位717年 - 741年）・イスラム軍を撃退・聖像崇拝を禁止
- コンスタンティノス5世（コプロニュモス）（718年 - 775年） - 東ローマ帝国イサウリア朝の皇帝（在位741年 - 775年）
- エイレーネー（アテナイア）（752年 - 803年） - 東ローマ帝国イサウリア朝の女帝（在位797年 - 802年）・聖像崇敬を復活
- ダマスコのヨハネ（676年頃 - 749年） - キリスト教神学者・聖像崇敬を擁護・著作に『神学の泉』がある
- テオドロス・ストゥディテス（759年 - 826年） - キリスト教神学者・首都のストゥデイオス修道院院長・聖像崇敬派を率い皇帝と対決

#### イベリア半島
- ロデリック（687年以降 - 712年頃） - 西ゴート王国最後の国王（在位710年 - 712年頃）・イスラム軍に敗北し殺害される
- ペラーヨ（？ - 737年） - 西ゴート王国の貴族・反イスラム勢力を糾合しアストゥリアス王国を建国（在位718年 - 737年）
- エリパンドゥス（718年頃 - 802年頃） - トレド大司教・ウルヘル司教フェリックスとともにキリスト養子論を提唱し論争を引き起こす
- リエバナのベアトゥス（730年頃 - 800年頃） - アストゥリウス王国のリエバナの修道院長・キリスト養子論を否定・著作に『黙示録注解』がある

#### イングランド
- ベーダ・ヴェネラビリス（672年/673年 - 735年） - キリスト教聖職者・歴史家として『イングランド教会史』を著す
- オファ（？ - 796年） - マーシア王（在位757年 - 796年）・ブレトワルダ（上王）として覇を唱える・オファの防塁でも有名